# Ferrari 812 Superfast
A Ferrari 812 Superfast (F152M típus) a Ferrari S.p.A. olasz sportautó-gyártó, 2017-től gyártott első középmotoros, hátsókerék-hajtású, grand tourer osztályú modellje, amely 2017 márciusában a 87. Genfi Autószalonon debütált. A 812 Superfast a Ferrari F12berlinetta utódja. 588 kW (800 LE) teljesítménnyel a 812 a valaha készült legerősebb sorozat gyártású Ferrari. A V12-es szívó benzinmotorral rendelkező sportautó 2.9 másodperc alatt éri el a 100 km/h-s sebességet, a végsebessége pedig 340 km/h.
A Ferrari 812 Superfastnek több variánsa is készült. Eredetileg csak egy kupét terveztek a sorozathoz, így 2019 szeptemberében a Ferrari bemutatta a GTS-t, a jármű nyitott változatát keménytetővel. A Competizione-val a sorozat egy limitált csúcsmodelljét mutatták be 2021 májusában. A nyílt tetejű változat Competizione A néven került forgalomba. A 812 Superfast ára megjelenése idejében körülbelül 260 ezer euró volt, 2020-ban már 338 ezer dollárról startolt.

## Jellemzői

#### Motor és váltó
A 812 Superfast egy 6 496 köbcentiméteres (6,5 literes) F140 GA V12-es motorral rendelkezik, amely az F12berlinettában használt 6,3 literes motor megnövelt változata. Teljesítménye 800 LE (588 kW; 789 LE) 8 500-as fordulatszámon és 718 N⋅m (530 lb⋅ft) forgatónyomaték 7 000-es fordulatszámon. 2018-ban a Ferrari szerint a 812 Superfast motorja volt akkoriban a valaha gyártott legerősebb szívómotor szériaautókban.  A teljesítmény/tömeg arány 0,52 LE (0 kW) kilogrammonként. A márka legújabb technológiáját örökli, például a 350 bar (4975 psi; 34 300 kPa) nyomású közvetlen befecskendezést és a változó geometriájú szívócsatornákat. Nem rendelkezik turbófeltöltéssel vagy hibrid technológiával. Ez valószínűleg az utolsó tisztán szívómotor a márka által tervezett hibridizáció előtt.  A 2019-ben vagy azelőtt gyártott autók nem voltak felszerelve benzin részecskeszűrővel, míg a 2020-ban vagy azután gyártott autók már rendelkeznek a károsanyag-kibocsátó berendezéssel.
Sebességváltója egy 7 fokozatú duplakuplungos automata váltó, amelyet a Getrag gyárt a Ferrari számára, a 458-asban használt váltó alapján. Teljesítményének javítása érdekében felülvizsgálaton esett át, ami lehetővé tette, hogy felfelé váltáskor 30%-kal, lefelé váltáskor pedig 40%-kal csökkentse a válaszidőt. Teljesítményének és vezetéstámogató rendszereinek köszönhetően majdnem olyan gyors, mint egy LaFerrari.

#### Kerekek és aerodinamika
A 812 Superfast elöl és hátul is 20 colos kerekekkel rendelkezik. A gumiabroncsok "Pirelli P Zero" típusúak, elöl 275/35 ZR 20, hátul 315/35 ZR 20. A fékek karbon-kerámia Brembo Extreme Design tárcsafékek, amelyek a Ferrari szerint 5,8%-kal jobb fékteljesítményt nyújtanak 100 km/h-ról 0 km/h-ra az F12berlinettához képest. A fékeket a LaFerraritól kölcsönözték, átmérőjük elöl 398 mm, hátul 360 mm.
Az autó aktív és passzív aerodinamikai elemek keverékével javítja a légellenállási együtthatót az F12berlinettához képest. Az autó elejét úgy tervezték, hogy növelje a leszorítóerőt, és az első fékek hűtését szolgáló szívónyílásokat, valamint az alváz alatti légáramlást növelő csatornákat tartalmaz. Az autó motorháztetején légterelőnyílások is vannak, amelyek a levegőt az autó oldala felé terelik, így növelve a leszorítóerőt és az aero hatékonyságát. A 812 Superfast hátsó diffúzora aktív szárnyakkal rendelkezik, amelyek nagy sebességnél kinyílnak a légellenállás csökkentése érdekében.

#### Teljesítmény
A Ferrari állítása szerint a 812 Superfast végsebessége 340 km/h (211 mph), 0–100 km/h (0-62 mph) gyorsulási ideje 2,9 másodperc. Az autó teljesítmény/tömeg aránya 2,18 kg (4,81 lb) lóerőnként (PS). A 812 Superfast az első olyan Ferrari, amelyet EPS (elektronikus szervokormánnyal) szereltek fel. A limitált szériás F12 TDF-ből kölcsönzött hátsókerék-kormányzási rendszert (Virtual Short Wheelbase 2.0) is megosztja. Az autó súlyelosztása 47% elöl, 53% hátul. Az autó 1:21,50-es köridőt ért el a Fiorano versenypályán, 0,50 másodperccel lemaradva a pályára jobban összpontosító F12tdf-től.

## Külső
A formaterv a Ferrari F12berlinetta alapján készült, néhány új stílusjegyet, például teljes LED-es fényszórókat, szellőzőnyílásokat a motorháztetőn, négy kör alakú hátsó lámpát és egy karosszéria színű hátsó diffúzort tartalmaz. Az autó kétdobozos, magas farok kialakítása a Pininfarina által tervezett 365 GTB/4 Daytonára hivatott hasonlítani, bár az autót a Ferrari Styling Centerben tervezték.
A 812 Superfast belseje az előző F12berlinetta és a LaFerrari belsejéből merít ihletet, különösen a szellőzőnyílások formája és elhelyezkedése, valamint a műszerfal kontúrjai. A Ferrari zászlóshajó modelljének dizájnjához híven a 812 Superfast középső vezérlőpaneléből továbbra is hiányzik a belépőszintű modellekben, például a GTC4Lussóban és a Portofinóban megtalálható központi infotainment-kijelző, csupán a klímaberendezés kis hőmérséklet-kijelzőjét tartotta meg, és a jármű állapotára vonatkozó összes információs kijelzőt felosztotta a vezető multifunkciós műszeregység, valamint a kesztyűtartó területe fölötti, utasoldali érintőképernyős panel kijelzője között.
Egyes korábbi modellekhez hasonlóan a 812 Superfast is megrendelhető speciálisan tervezett, típusjelzéssel ellátott, többrészes csomagtartó szettel, amely a jármű hátsó csomagtartójába illeszkedik.

## Variánsok

### 812 GTS

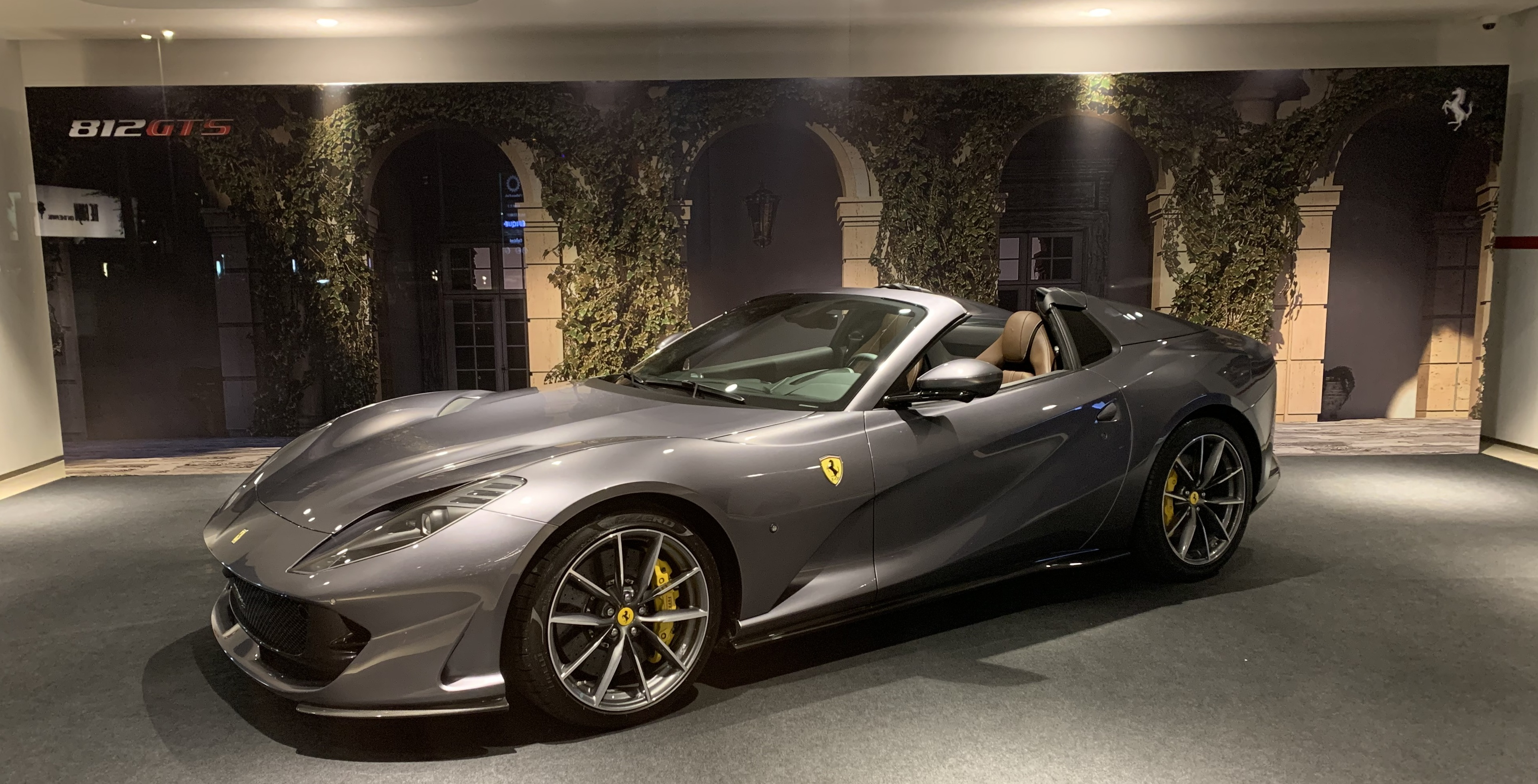
812 GTS Kuala Lumpurban

A 2019 szeptemberében bemutatott Ferrari 812 GTS a 812 Superfast nyitott tetejű változata. Ez az első, első motoros V12-es szériagyártású kabrió modell, amelyet a Ferrari 50 év óta kínál, mivel az 550, az 575 és az 599 kabrió változatai korlátozott példányszámú modellek voltak, amelyeket csak különleges ügyfeleknek szántak. A hátul jelenlévő nagy hátsó támlák a használaton kívül a közöttük jelenlévő tonneau-takaró alatt tartják az összecsukható keménytetőt. Az elektronikusan működtetett keménytető 14 másodpercet vesz igénybe, és legfeljebb 45 km/h (28 mph) sebességgel működtethető.
A GTS 75 kg-mal többet nyom a Superfastnál a futóművet erősítő alkatrészek miatt, de a teljesítménye megegyezik a Superfastéval. A mechanikus alkatrészek, beleértve a motort is, ugyanazok maradnak, mint a Superfasté, kivéve a sebességváltót, amely rövidebb áttételekkel rendelkezik, hogy javítsa az autó reakcióját a gázadásra. A motor nagynyomású befecskendező rendszere csökkenti a katalizátor felmelegedése előtt kibocsátott részecskék számát. Új benzinrészecskeszűrő és stop-start rendszer is van, amely javítja az üzemanyag-fogyasztást. A Superfasttal közös további jellemzők közé tartozik a Manettino tárcsa, az oldalsó csúszásszög-szabályozás és a változó kormánysúly. Az autót aerodinamikailag finomították, hogy kiküszöböljék a fix tető elvesztéséből adódó turbulenciákat. Sok szuperautóhoz hasonlóan a 812GTS is kevés vezetőtámogató funkciót kínál. A legfontosabb biztonsági funkciói közé tartozik a normál tartalék kamera, és a standard első és hátsó parkolóérzékelők.
Külső megjelenése csak hátul változik, a hátsó kerékjárati ívek feletti két oldalsó légbeömlőnyílás eltűnt. A lehúzható tető rendszerének befogadására a hátsó részt áttervezték, és a hátsó diffúzorba egy további lamellát építettek be, hogy optimalizálják a két légbeömlőnyílás eltűnésével elveszített aerodinamikát. Ezenkívül két kis L-alakú lamellával egészítették ki a szélvédőt, hogy csökkentsék az utastér zaját. Szintén új, több küllős kialakítású 20 colos (50,8 cm) kerekek kerültek a kínálatba, amelyek csak erre a 812 GTS-re jellemzőek, és amelyek gyémánt, folyékony ezüst vagy Grigio Scuro kivitelben választhatók. 2024-es kezdőára 433 765 dollár.

### 812 Competizione & Competizione A
2021. május 5-én a Ferrari bemutatta a 812 Superfast korlátozott példányszámban gyártott, pályára összpontosító, Competizione nevű változatát, amelyet a Competizione A (az Aperta, a Ferrari által a korlátozott példányszámban gyártott nyitott tetejű modellekre használt becenév, olaszul "nyitott") bukótetős változatával együtt mutattak be. Mindkét változat a 6,5 literes V12-es erősebb változatát, kiterjedt aerodinamikai fejlesztéseket és a független négykerék-kormányzás bevezetését kapta.  A továbbfejlesztett motor teljesítménye 830 LE (610 kW; 819 LE) 9.250-es fordulatszámon és 692 N⋅m (510 lb⋅ft) nyomaték 7.000-es fordulatszámon, és 9.500-as fordulatszámon képes a fordulatszám újraindítására. A nagyobb teljesítmény az új titániumból készült hajtórudaknak, a könnyített forgattyús tengelynek és a karbon bevonatú vezérműtengelyeknek is köszönhető. A 812 Competizione formatervét alaposan átdolgozták, a kupé új motorháztető-kivezetőket kapott, a hátsó ablakot pedig alumínium panelre cserélték. Ami a 812 Competizione A-t illeti, a 812 GTS elektromos tetője helyett egy kivehető karbonlemezt kapott, amelyet a csomagtartóban lehet elpakolni.
A 812 Competizione és Competizione A a Ferrari könnyű, limitált szériás, elülső középmotoros V12 Berlinetta platformjának legújabb változatai. Ezek az F12 TDF és az 599 GTO közvetlen utódai. Összesen csak 999 Competizione és 599 Competizione A készül, és már mindkettő elkelt. A Ferrari más, szigorúan limitált modelljeihez hasonlóan ezeket az autókat is csak olyan vásárlóknak osztják ki, akik megfelelnek bizonyos kritériumoknak.

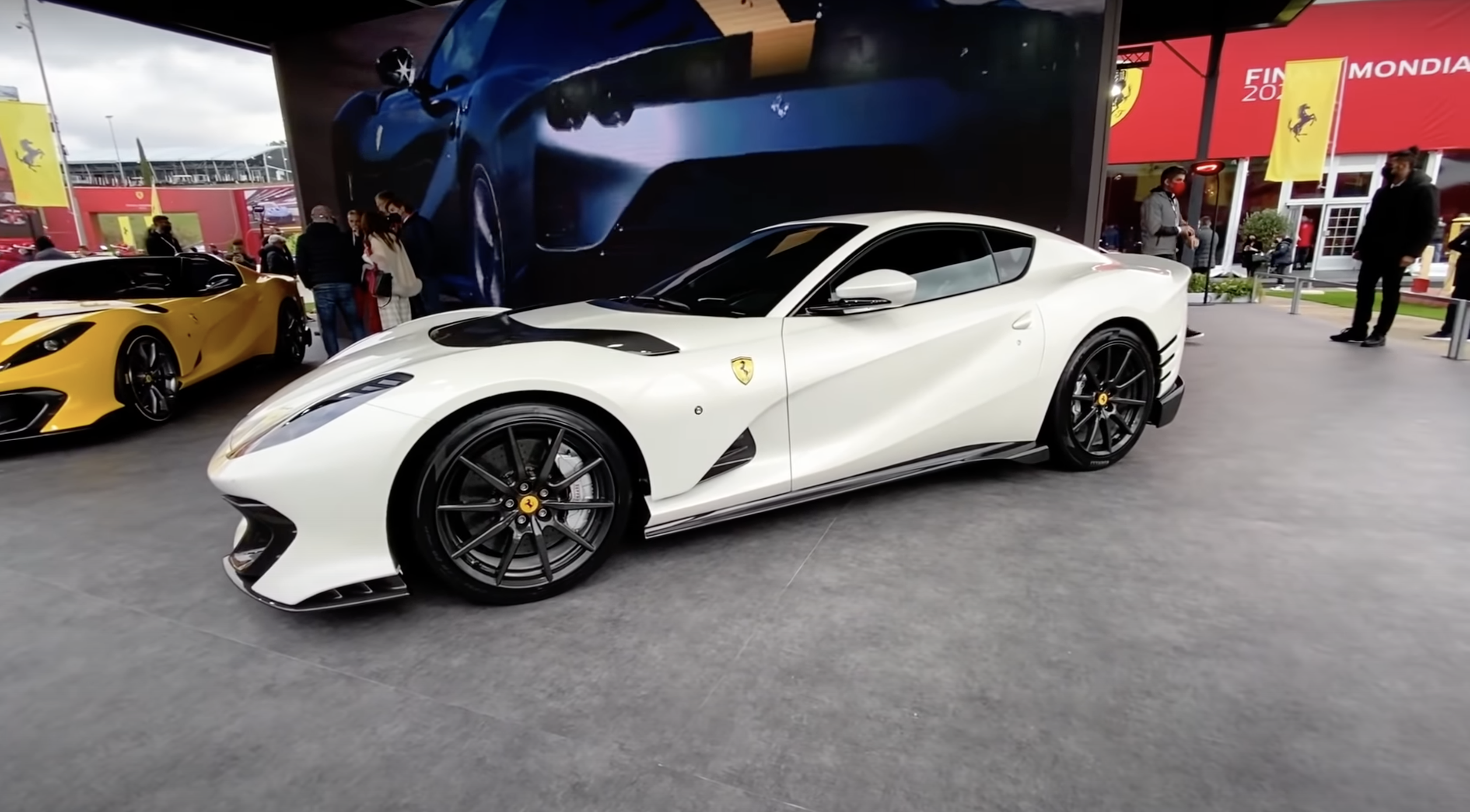
Competizione opcionális szénszálas kerekekkel
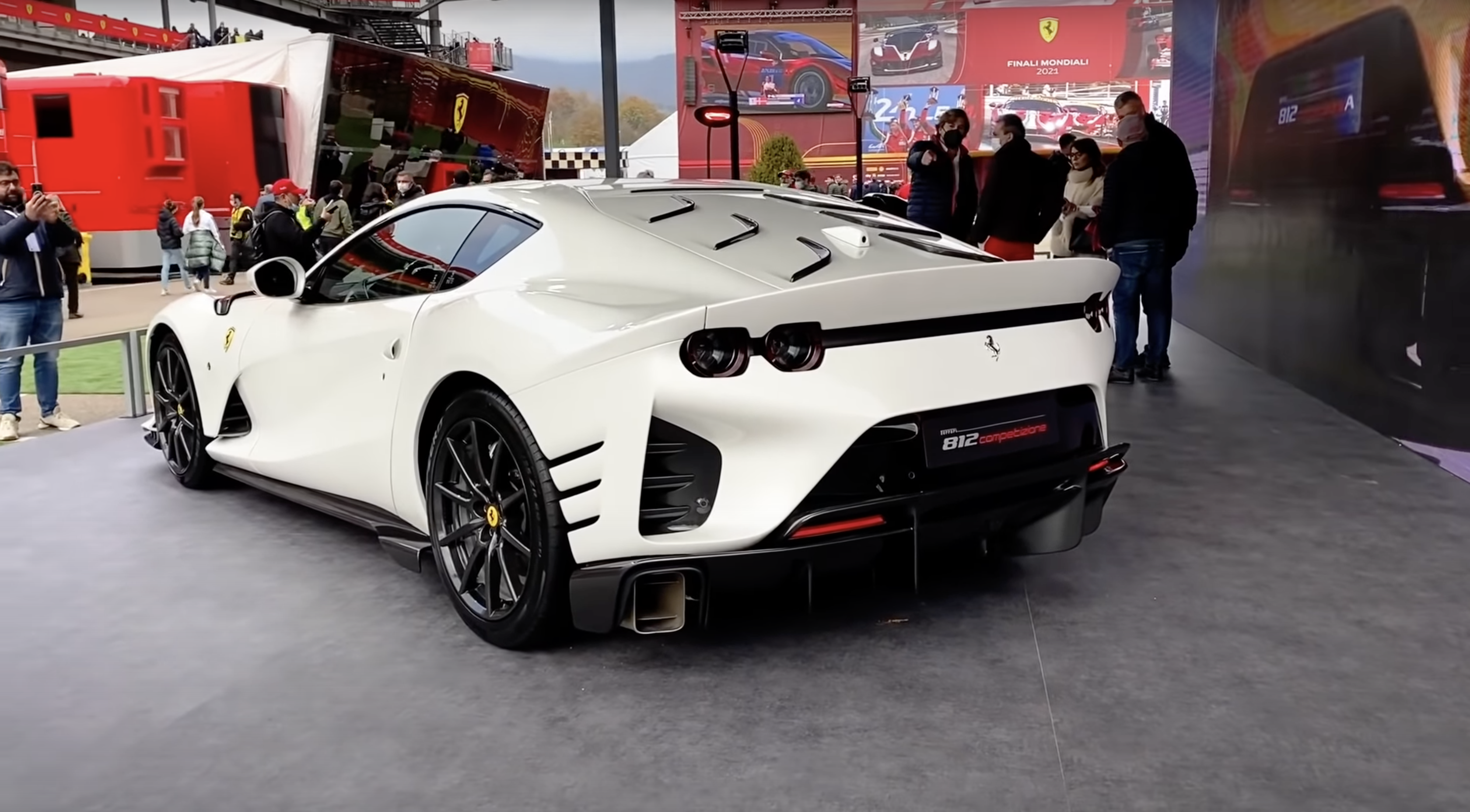
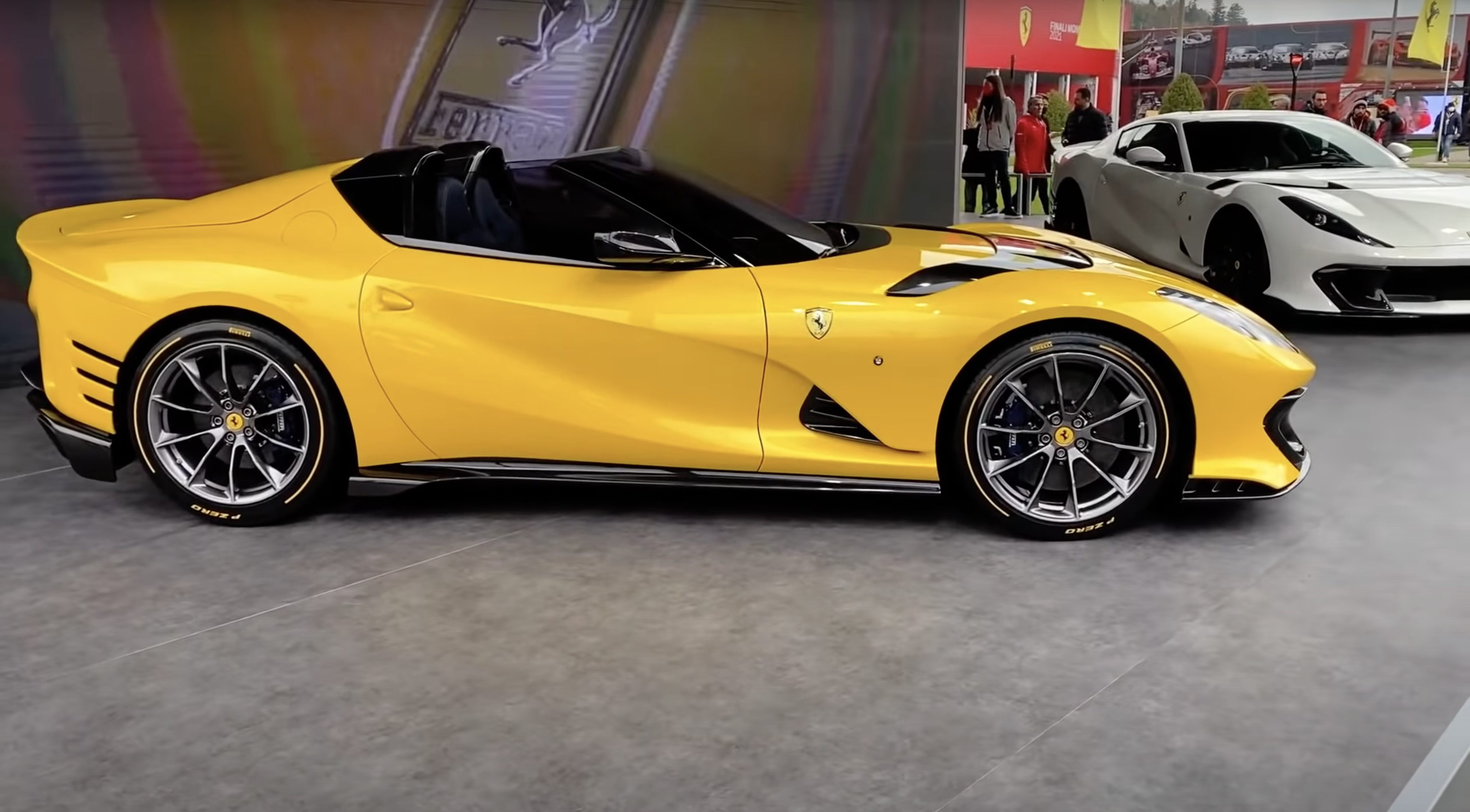
Competizione A
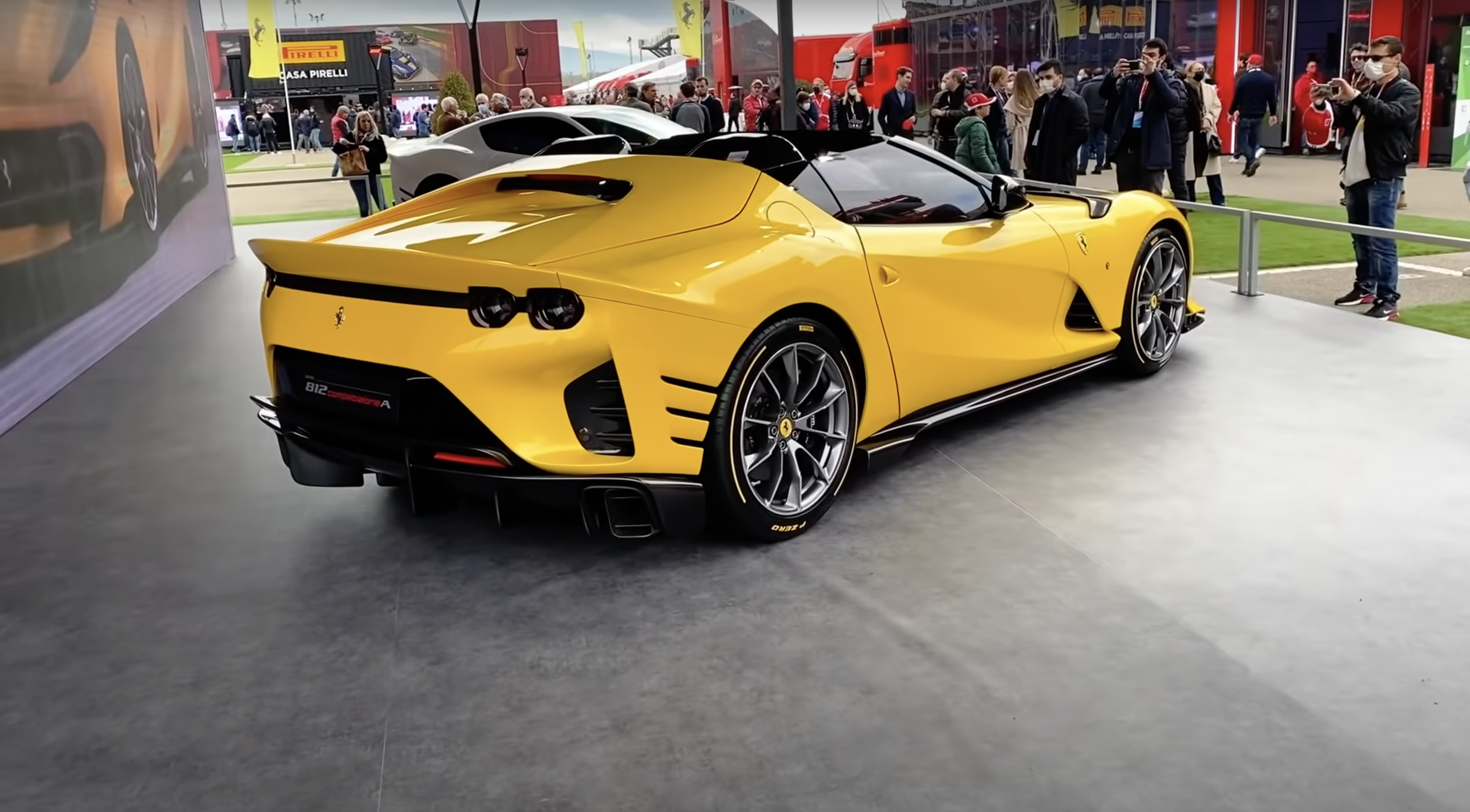

## Egyszeri változatok

### Ferrari Omologata
A Ferrari Omologata 2020. szeptember 25-én mutatkozott be. Ez egy egyedi modell, amelyet a gyártó egyik tehetős európai ügyfele számára készítettek. Az Omologata a tizedik "V12-es motor az első pozícióban" projektje a különleges "egyedi" részlegnek a 2009-es Ferrari P 540 Superfast Aperta óta.  Már a fejlesztés kezdetétől fogva az volt az elképzelés, hogy egy futurisztikus formatervet hozzanak létre, amelynek saját elemeit élesen újraértelmezték, és amely erősen utal az időtlen formatervezésre. Az eredmény elérése érdekében a tervezők felszabadították a 812 Superfast platform által kínált összes lehetőséget, amelyből csak a szélvédőt és a fényszórókat tartották meg, mint a karosszéria már meglévő elemeit. A cél az volt, hogy egy nagyon elegáns formatervet kínáljanak, amelyet lágy térfogatok határoznak meg, és éles grafikai vonalakkal erősítenek fel.
Belül számos olyan részlet utal a Ferrari hosszú versenyzői örökségére, mint például az elektromos kék ülések, amelyek bőr és farmerszerű szövet kombinációjával készültek, és négypontos versenyzői hevederekkel rendelkeznek. Ezek az ülések kiemelkednek a teljesen fekete belső térből. A lámpák és a hátsó oldalablakok nélkül az utastér hangulata a régmúlt idők versenyautóinak emlékeit közvetíti. Emellett a legendás Ferrari autókon, például a 250 LM vagy a 250 GTO modelleken gyakran használt kalapált festékhatás is megjelenik, amelyet olyan részleteken alkalmaztak, mint a belső ajtókilincsek. Számos finom Ferrari dizájnelemet tartalmaz. Kézzel készített alumínium karosszériáját szinte felszín alatti részletekkel fűszerezték, és a háromrétegű, magmavörös színű festékkel, valamint feketére festett szénszálas díszítésekkel fejezték be.

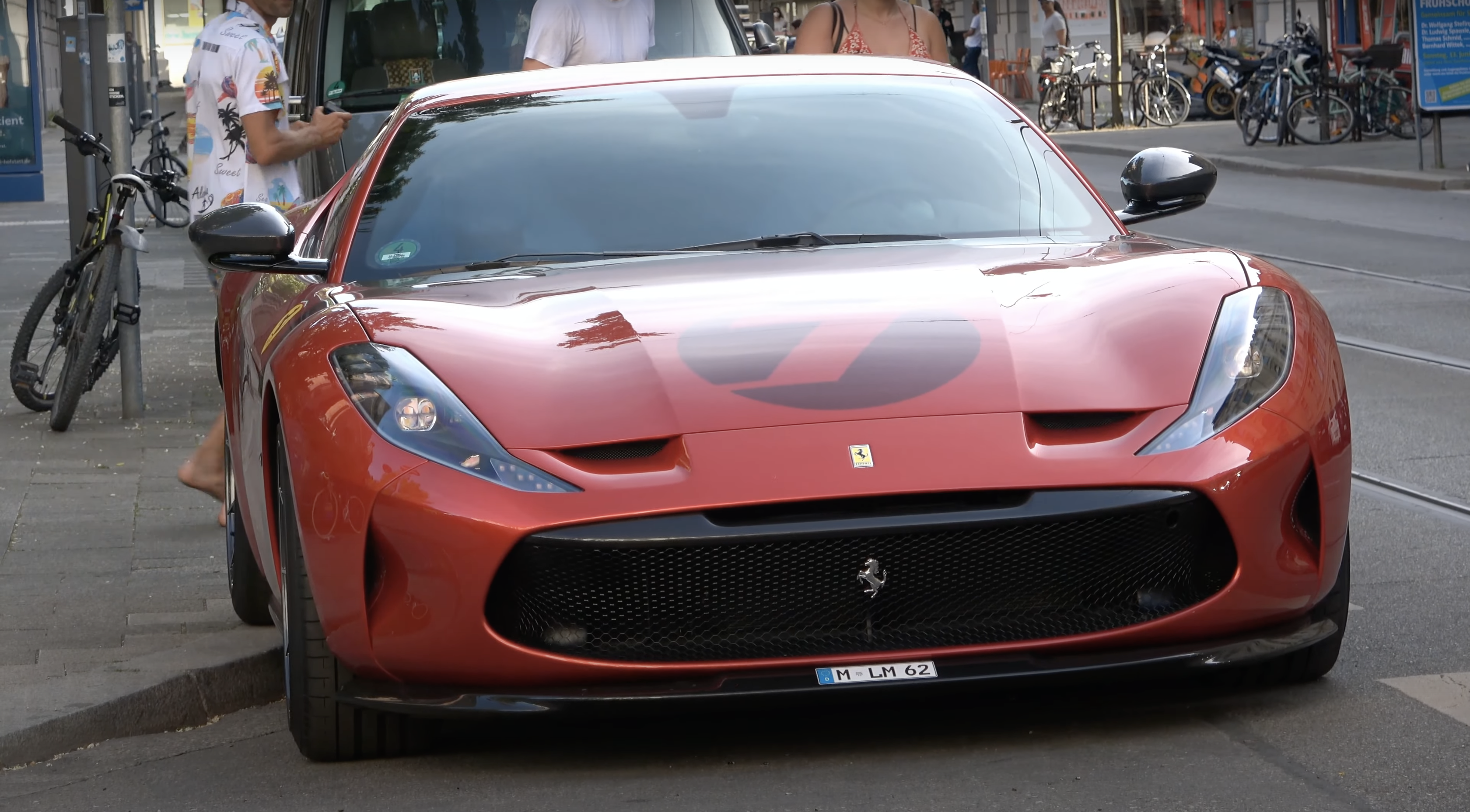
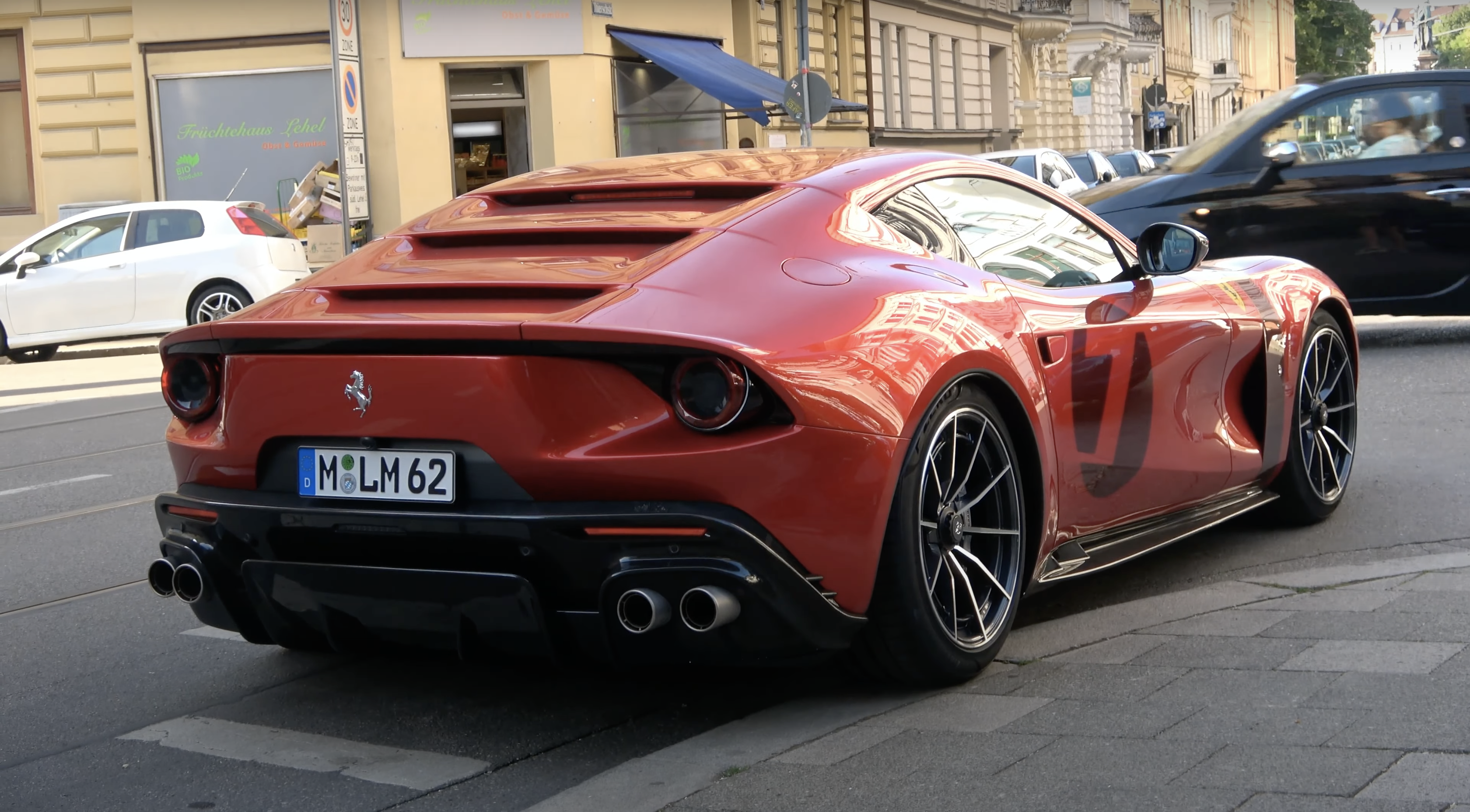
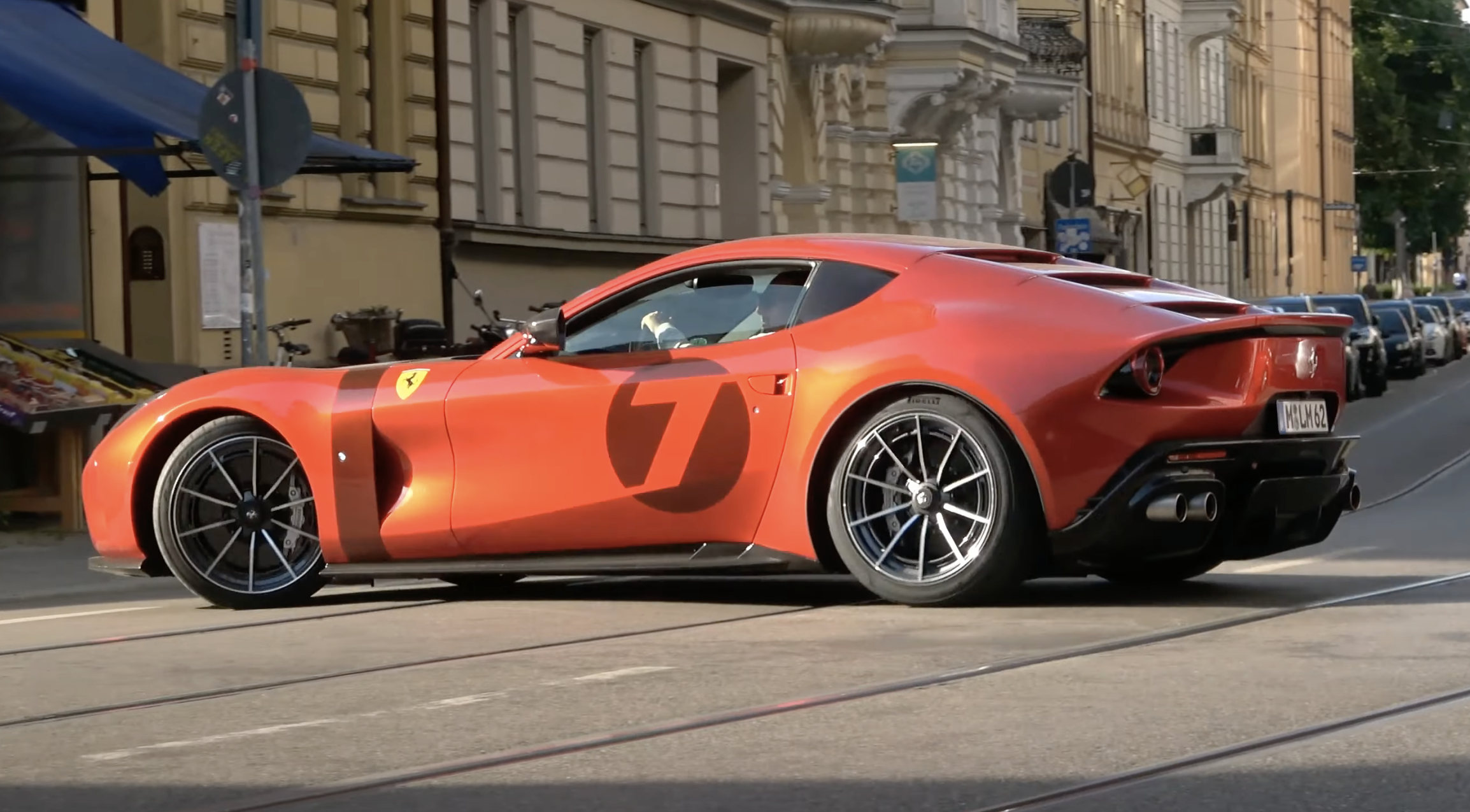

### Ferrari SP51
A Ferrari SP51 egy egyedi, a Ferrari 812 GTS alapjaira épülő modell, amelyet egy tajvani ügyfél különleges kérésére fejlesztettek ki. Az autó egy egyedi V12-es roadster, amelyről teljesen hiányzik a tető. Az autó elejét áttervezték, és egyedi fényszórókkal rendelkezik, amelyek rövidebbek és sokkal kevésbé szögletesek, mint a 812 GTS-é. A karosszéria festése a kifejezetten az autó számára kifejlesztett "Rosso Passionale" háromrétegű fényezéssel történik, a kék-fehér fényezést pedig egy legendás 1955-ös Ferrari 410 S ihlette.

## Ferrari Monza SP
A Ferrari 2018 szeptemberében, a vállalat székhelyén, az olaszországi Maranellóban megrendezett, az ügyfelek és befektetők számára tartott zártkörű rendezvényen mutatta be az új Icona modellsorozat első két modelljét. A Monza SP1 és SP2 (az 1 és 2 az ülőhelyet jelöli) nevű autókat az 1950-es évek nyitott tetejű versenyautói, például a 750-es Monza ihlették. Az autók a 812 Superfastra épülnek, és annak alvázát, motorját, sebességváltóját és belső alkatrészeit használják, de a motort úgy hangolták, hogy 810 LE (596 kW; 799 LE) maximális teljesítményt adjon le. 2,9 másodperc alatt gyorsul fel 0–100 km/h-ról, 7,9 másodperc alatt 0–200 km/h-ról, és 299 km/h-s (186 mph) maximális sebességre képes.

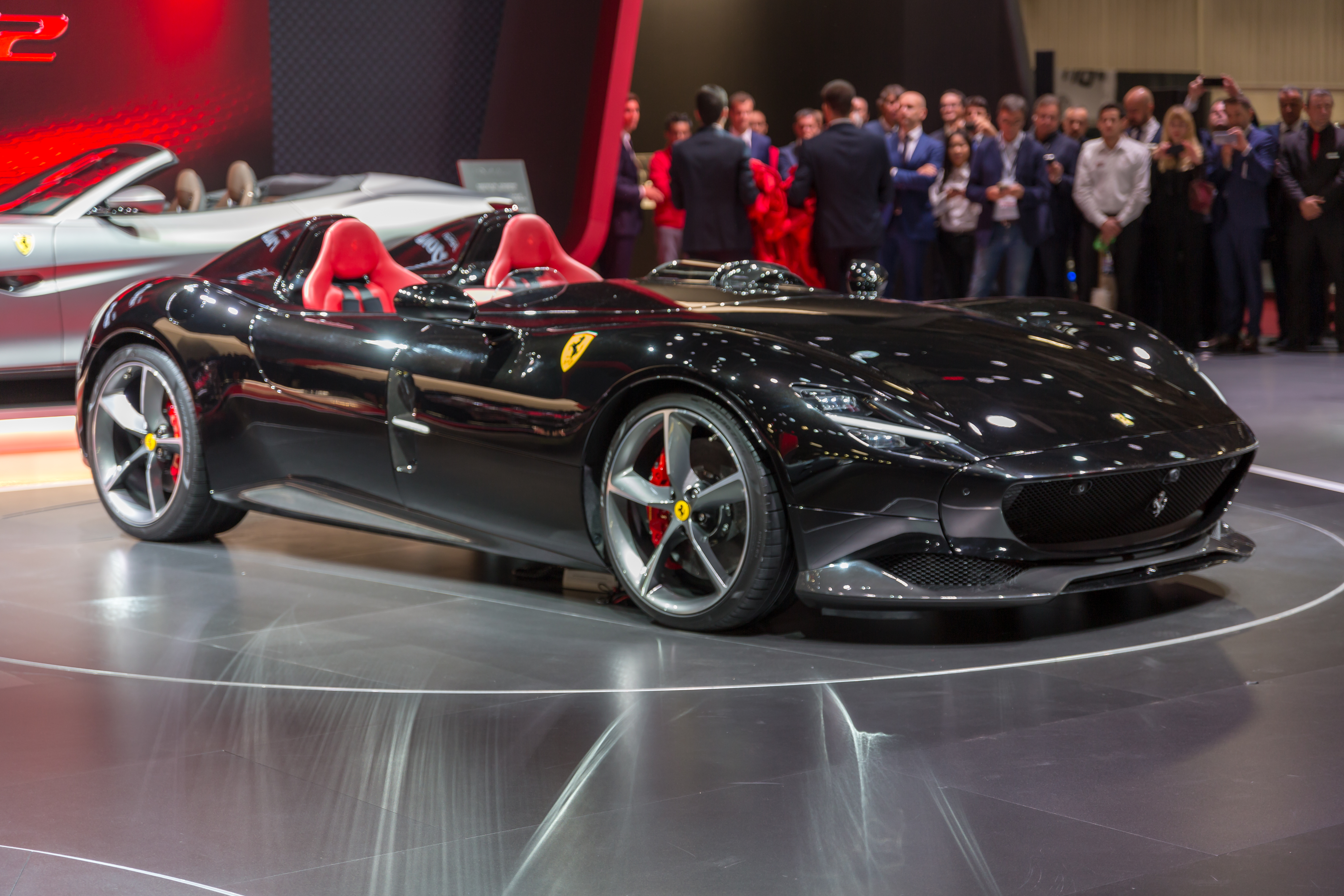
Monza SP2 a 2018-as Paris Motor Show-n

Az autó szénszálas konstrukciót használ, és egyedi tervezésű kerekekkel, belső színválasztékkal, kis ollós ajtókkal és az autó hátsó lámpájaként szolgáló teljes LED-csíkkal rendelkezik. A vonalak klasszikusak, alacsony, kúpos orr-résszel, alul nagy hűtőráccsal, minimálisra csökkentett fényszórókkal és nagyon hangsúlyos kerékjárati ívekkel. Az ülések mögött egy (vagy két) biztonsági ív adja meg a barchetta kinézetét, hátul pedig a lámpákat egy oldalról oldalra futó folyamatos vonallá alakították át. Alul egy hatalmas diffúzor keretezi a négy kipufogóvéget, kettőt mindkét végén. Belső terében mindent a minimumra csökkentettek, a műszerfalat pedig alacsonyabbra és valamivel kisebb méretűre alakították át, mint a márka többi autójában, a multifunkciós kormánykerék pedig nagyon hasonló.
A virtuális szélvédő (amely csak a vezető előtt van jelen, és amelyet korábban a Mercedes SLR McLaren Stirling Mossban használtak) megzavarja a légáramlást a vezető felett a maximális vezetési kényelem érdekében. A könnyű anyagok használatának köszönhetően a Monza SP2 tömege 1500 kg, míg az SP1 az utasülés elhagyása miatt további 20 kg-mal kevesebbet nyom az SP2-nél. A Monza SP gyártása 500 darabra lesz korlátozva.

## Tuner által készített változatok

### Mansory Stallone 812

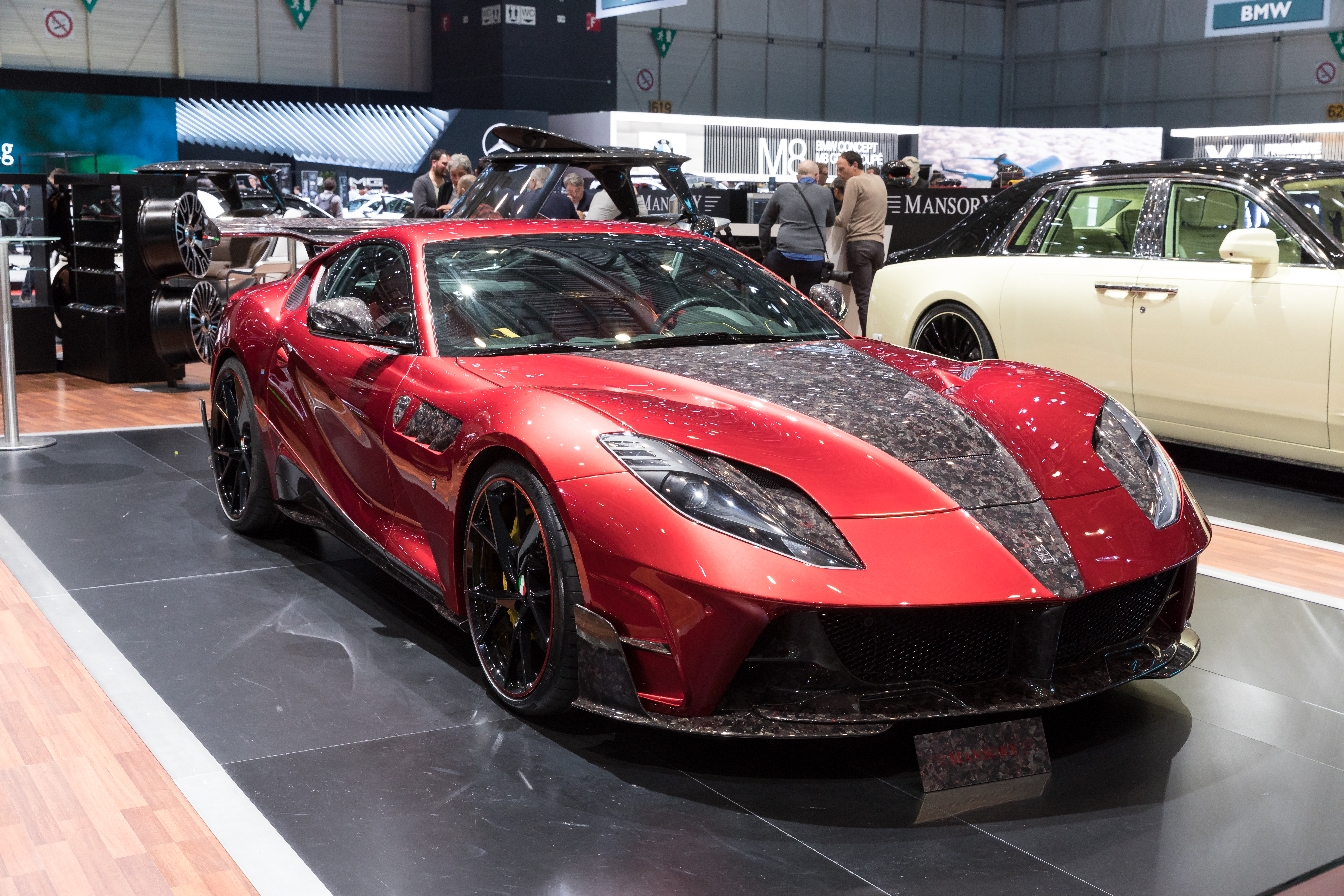
Mansory Stallone 812 elölnézetből a 2018-as Geneva Motor Show-n

A Mansory Stallone 812 a német Mansory autóátalakító cég által az eredeti 812 Superfast alapján átalakított autó.
Az autó új spoilert és fekete (márványszínűre festett) alsó karosszériát kapott, a motort pedig tuningolták, így jobb képességekkel rendelkezik, mint a széria változat. A belső teret kézzel készítették és bőr alapúvá tették. Belül szénszálból készült kiegészítők vannak. Ennek az autónak van egy másik változata is, a Stallone GTS, amely a Superfast Spyder (GTS) modelljén alapul. Az autó belseje bőr alapú (kék szín alapú belső tér).
Az autó motorját úgy hangolták, hogy 830 lóerős (842 LE; 619 kW) teljesítményt és 740 N⋅m (546 lb⋅ft) nyomatékot adjon le. Az autó 2,8 másodperc alatt gyorsul 0-ról 100 km/h-ra (0-ról 62 mph-ra), végsebessége pedig 345 km/h (214 mph).

### Novitec N-Largo

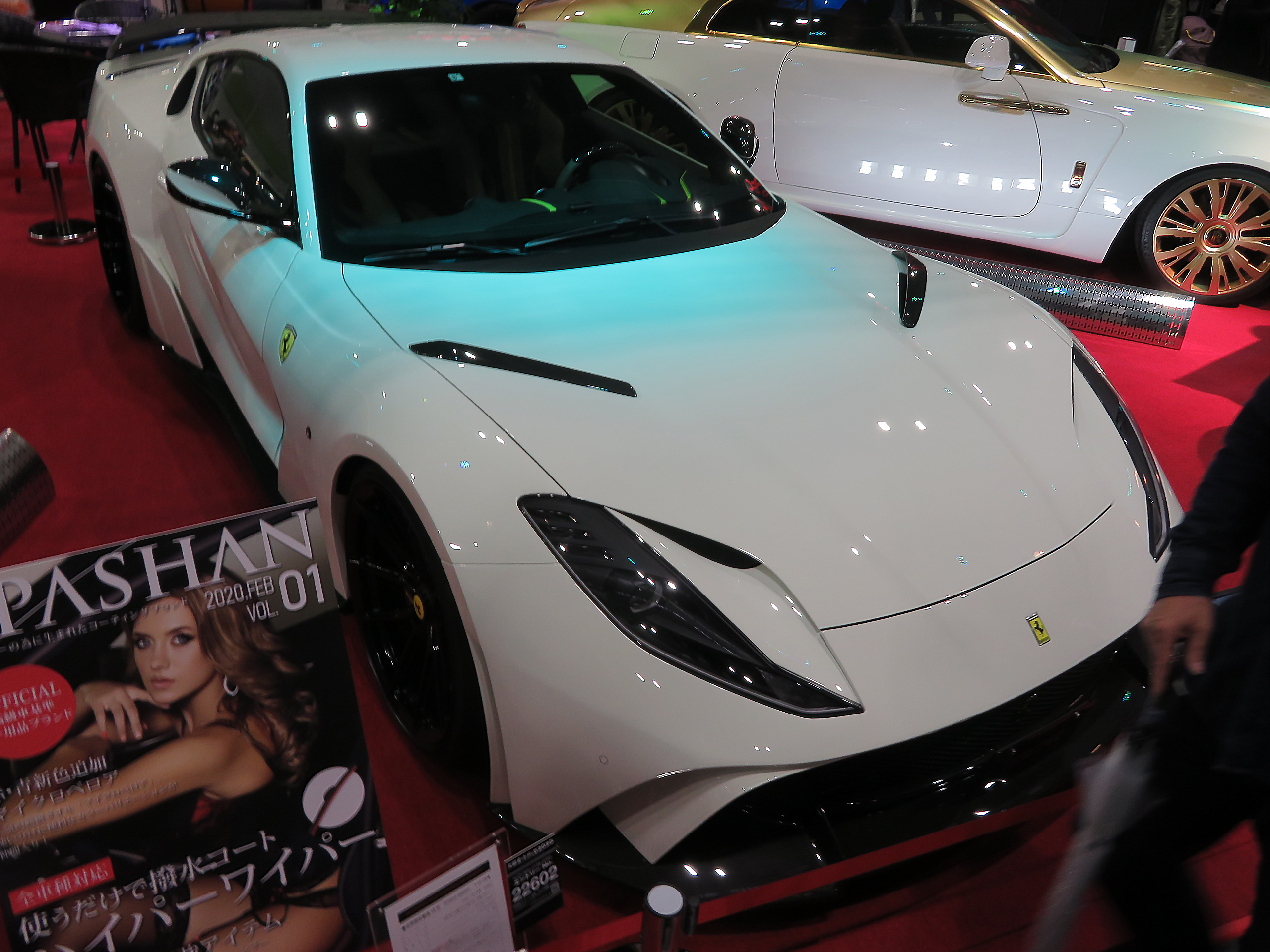
Novitec N-Largo elölnézet az Osaka Auto Messe kiállításon, 2020-ban

A Novitec N-Largo egy autó, amelyet a német autó tuning cég, a Novitec csoport módosított a Ferrari 812 Superfast alapján. Az átalakítás új első és hátsó negyedrészekből és lökhárítókból, valamint számos karbonból készült kiegészítőből áll, beleértve az oldalsó szoknyákat, a fix hátsó szárnyat, a motorháztető-betéteket, a tükörbetéteket és az első ajtót. A további opciók között szerepeltek az alacsonyabb rugók és a Vossen x Novitec által tervezett NF10 kerekek (21" elöl / 22" hátul).
A legtöbb autót a Novitec kipufogórendszerével szerelték fel, amely macskaváltó csövekből/sport macskákból, középső hangtompító nélküli X-csőből és hátsó hangtompítókból áll (szelepekkel vagy anélkül, acélból vagy Inconelből). Az új, nagy áramlású kipufogónak köszönhetően a V12-es motor immár 840 lóerős (852 LE; 626 kW) teljesítményre képes. Végsebessége 345 km/h (214 mph), és 2,8 másodperc alatt képes 0–100 km/h (0-62 mph) sebességre gyorsulni. Ez az autó a teljes külső és belső karosszériával és motortuninggal együtt 150 000 euróba kerül.

## Műszaki adatok
A 812 Superfast 6,5 literes V12-es motorral van felszerelve, amely 588 kW (800 LE) teljesítményt nyújt 8500-as fordulatszámon. A 718 Nm maximális nyomaték 7000 fordulat/percnél áll rendelkezésre. Az autó hátsókerék-hajtással és félautomata duplakuplungos sebességváltóval rendelkezik, amely 1,2 másodperc alatt képes három fokozatot visszaváltani. A Competizione esetében a maximális teljesítmény 610 kW (830 LE) 9250 fordulat/perc fordulatszámon.
|                                  | Superfast                                 | GTS                                       | Competizione                              | Competizione A                            |
| Motor, beépítési hely            | V12, elől hosszanti                       | V12, elől hosszanti                       | V12, elől hosszanti                       | V12, elől hosszanti                       |
| Motor neve                       | F140 GA                                   | F140 GA                                   | F140 GA                                   | F140 GA                                   |
| Szelepek / vezérműtengelyek      | hengerenként 4/4                          | hengerenként 4/4                          | hengerenként 4/4                          | hengerenként 4/4                          |
| Lökettérfogat                    | 6496 cm³                                  | 6496 cm³                                  | 6496 cm³                                  | 6496 cm³                                  |
| Furat × Löket                    | 94,0 × 78,0 mm                            | 94,0 × 78,0 mm                            | 94,0 × 78,0 mm                            | 94,0 × 78,0 mm                            |
| Tömörítési arány                 | 13,6 : 1                                  | 13,5 : 1                                  | 13,5 : 1                                  | 13,5 : 1                                  |
| Teljesítmény 1/perc              | 588 kW (800 PS)/8500                      | 588 kW (800 PS)/8500                      | 610 kW (830 PS)/9250                      | 610 kW (830 PS)/9250                      |
| Nyomaték 1/percnél               | 718 Nm/7000                               | 718 Nm/8000                               | 692 Nm/7000                               | 692 Nm/7000                               |
| Hajtás                           | hátsókerék-hajtás                         | hátsókerék-hajtás                         | hátsókerék-hajtás                         | hátsókerék-hajtás                         |
| Váltó terjedés                   | 7 sebességes duplakuplungos sebességváltó | 7 sebességes duplakuplungos sebességváltó | 7 sebességes duplakuplungos sebességváltó | 7 sebességes duplakuplungos sebességváltó |
| Kormányzás                       | Összkerék-kormányzás                      | Összkerék-kormányzás                      | Összkerék-kormányzás                      | Összkerék-kormányzás                      |
| Hosszúság × szélesség × magasság | 4657 mm × 1971 mm × 1276 mm               | 4693 mm × 1971 mm × 1278 mm               | 4696 mm × 1971 mm × 1276 mm               | 4696 mm × 1971 mm × 1276 mm               |
| Tengelytávolság                  | 2720 mm                                   | 2720 mm                                   | 2720 mm                                   | 2720 mm                                   |
| Száraz tömeg                     | 1525 kg                                   | 1600 kg                                   | 1487 kg                                   | 1562 kg                                   |
| EU szabvány fogyasztás/100 km    | 14,9 l Super Plus                         | 14,9 l Super Plus                         | 14,9 l Super Plus                         | 14,9 l Super Plus                         |
| CO2 kibocsátás                   | 340 g/km                                  | 340 g/km                                  | 340 g/km                                  | 340 g/km                                  |
| Végsebesség                      | 340 km/h                                  |                                           |                                           |                                           |
| 0–100 km/h                       | 2,9 s                                     | 3,0 s                                     | 2,85 s                                    | 2,9 s                                     |
| 0–200 km/h                       | 7,9 s                                     | 8,5 s                                     | 7,5 s                                     |                                           |
| A tartály tartalma               | 92 l                                      | 92 l                                      | 92 l                                      | 92 l                                      |

## Fogadtatás, értékelés
Steve Sutcliffe az Evo oldalán gyorsabbnak, hangosabbnak és még izgalmasabbnak nevezte mint elődjét az F12-est. Írásában úgy fogalmazott hogy „monumentálisan gyors, hangja abszolút nem evilági, olyan sebességváltóval – és ami még fontosabb, egy új, rövidebb áttételezéssel – rendelkezik, amely zsenialitásával a képzelet külső széleit is megrostálja, a futóművét pedig többnyire úgy fejlesztették tovább, hogy mélyen szemléletes képességek sorát hozza létre – közúton és pályán egyaránt.” Sutcliffe azonban némi kritikát is hozzáfűzött: „Vannak azonban fenntartások, bár nagyon szubjektívek. Az egyik, hogy az én szememben már nem olyan klasszikusan szép, mint az F12-es, elsősorban az új aerodinamikai elemeknek köszönhetően, amelyek az oldalfalak mentén és hátul helyezkednek el. Másodszor, az új elektronikus szervokormány minden eddiginél hiperaktívabban reagál, részben az új hátsókerék-kormányzási rendszernek köszönhetően, amely javítja a befordulást, igen, de időbe telik, amíg belemelegszik a viselkedésébe.”
Az Autoexpress magazin 5-ből 5 csillagra értékelte, és pozitívumaként a hihetetlen gyorsaságát, a kényelmét és a fantasztikus vezetési élményét nevezték meg. Negatívumként a félelmetes teljesítményt, a magas árát, valamint a megkérdőjelezhető praktikusságát. A cikk szerint a 812 Superfast egy „keményvonalas szuper-GT autó, amely az Aston Martin DBS Superleggera és kisebb mértékben a Lamborghini Aventador S ellenfelei közé tartozik. Az alapvető felépítésében részben megegyezik a korábbi Ferrari F12 Berlinettával, de nagyobb teljesítményt, kisebb súlyt és még drámaibb formavilágot kínál. A Ferrari azt szeretné, ha a 812 Superfastra úgy gondolnánk, mint egy teljesen új autóra – nem pedig a régi Ferrari F12 utódjára –, és nem nehéz megérteni, hogy miért. A tökéletességre való törekvés során semmit sem bíztak a véletlenre.”
A Top Gear magazin elsősorban az „elképesztő” motort dicsérte, míg negatívumként azt írta hogy az árához képest nem olyan jó GT autó, mint amilyen lehetett volna. A magazin egyik munkatársa Chris Harris, amikor először vezette a 812 Superfastot, azt írta: „senki más nem készít ilyen autót. Tényleg nincs még egy ilyen. A motor a lényeg, de az autó többi része... nos, talán ez a legbüszkébb gép, amit valaha vezettem.”
Conner Golden a Motortrend számára szintén méltató írást közölt. Pozitívumként említette meg a nagy teljesítményt és sebességet, valamint minden idők egyik legnagyobb motorját és annak „verhetetlen” V12-es hangját. A Car and Driver magazin kritikusa Warren Clarke 9 és fél pontot adott rá a tízből, és díjazta az autó meglehetősen tágas utasterét, a jó ergonómiát és a modern dizájnt. Kezelhetőségét fürgének jellemezte, főleg annak tükrében hogy viszonylag tetemes tömeggel rendelkezik. Kiemelte az autó fékjeit is, amelyek szerinte „elég erősek ahhoz, hogy ezt a szörnyeteget gyorsan és határozottan megállítsák.” Andrew Wendler szintén a Car and Driver magazintól egy 812 GTS-t tesztelt, amelyet 9.5 pontosra értékelt a 10-ből. Tapasztalata alapján a „GTS vezetése és kezelhetősége fürge és sportos, egy közel kéttonnás autóhoz képest, így sokkal kisebbnek érzi magát, mint amilyen. A levehető tető megkönnyíti a 812 lenyűgöző zajának hallgatását – a kipufogó hangja torokhangos morgásban kezdődik, és fülszaggató sikolyba emelkedik. A szabványos szén-kerámia fékek pedig gyors és határozott megállításhoz hozzák ezt a szörnyeteget.” Wendler szintén dicsérte az ízléses és kényelmes belsőt, a modern dizájnt és jó ergonómiát. Megjegyezte, hogy – részben az összecsukható tetejének köszönhetően – a tárolóhely mindössze hét köblábra korlátozódik, szemben a régi Superfast kupé 18 köbláb rakterével szemben, de akinek lehetősége van egy GTS-re, és megszállottja a csomagtérnek, akkor teljesen lemarad a lényegről.
Kyle Cheromcha a The Drive számára tesztelte a 812 Superfast-et, amely során fenomenális autónak nevezte. Írásában így lelkendezett: „ a Ferrari jelenleg gyártott összes autója közül a 812 Superfast az, amely talapzatra helyezi a motorját, és arra készteti az embert, hogy azt gondolja, bármi más nem is számít igazán.A volán mögött szinte lehetetlen vitatkozni ezzel a megközelítéssel. Mert bár az eredmény nem a leggyorsabb vagy legtehetősebb Ferrari, a 812-es még is valószínűleg a legjobb Ferrari jelenleg, azzal a hangzással, dühvel és kiegyensúlyozottsággal. Olyan térben létezik, ahol senki más, egy klasszikus V12 GT igazi modern szuperautó teljesítménnyel.”
Anthony Crawford az ausztrál Drive magazin számára 10-ből 10 pontosra értékelte, és negatívumként nem tudott semmit felhozni. Ezzel szemben kiemelte „az őrülten gyors, V12-es motor teljesítményét, amelyet műalkotásnak nevezett, és szerinte úgy hangzik, mint egy F1-es autó teljes zajjal.” Továbbá a könnyen vezethetőséget, a "világ leggyorsabb váltását", a vezetés és a kezelhetőség páratlanságát kategóriájában. Ezen felül dicsérte a fojtószelep-szabályozás és kormányzás határait a telepatikus rendszeren, a kényelmet és kivitelezést, valamint a hatalmas fékezőerőt. Zárásként azt írta, hogy „őszinte kár, hogy a legtöbb ember soha nem fogja megtapasztalni a Ferrari 812 Superfast-et, mert valószínűleg ez a valaha épített legjobb GT. Nehéz elképzelni, hogyan javíthatnának rajta.”

## Értékesítés
| Év   | DB  |
| ---- | --- |
| 2017 | 41  |
| 2018 | 534 |
| 2019 | 814 |
| 2020 | 975 |
| 2021 | 812 |

## Galéria

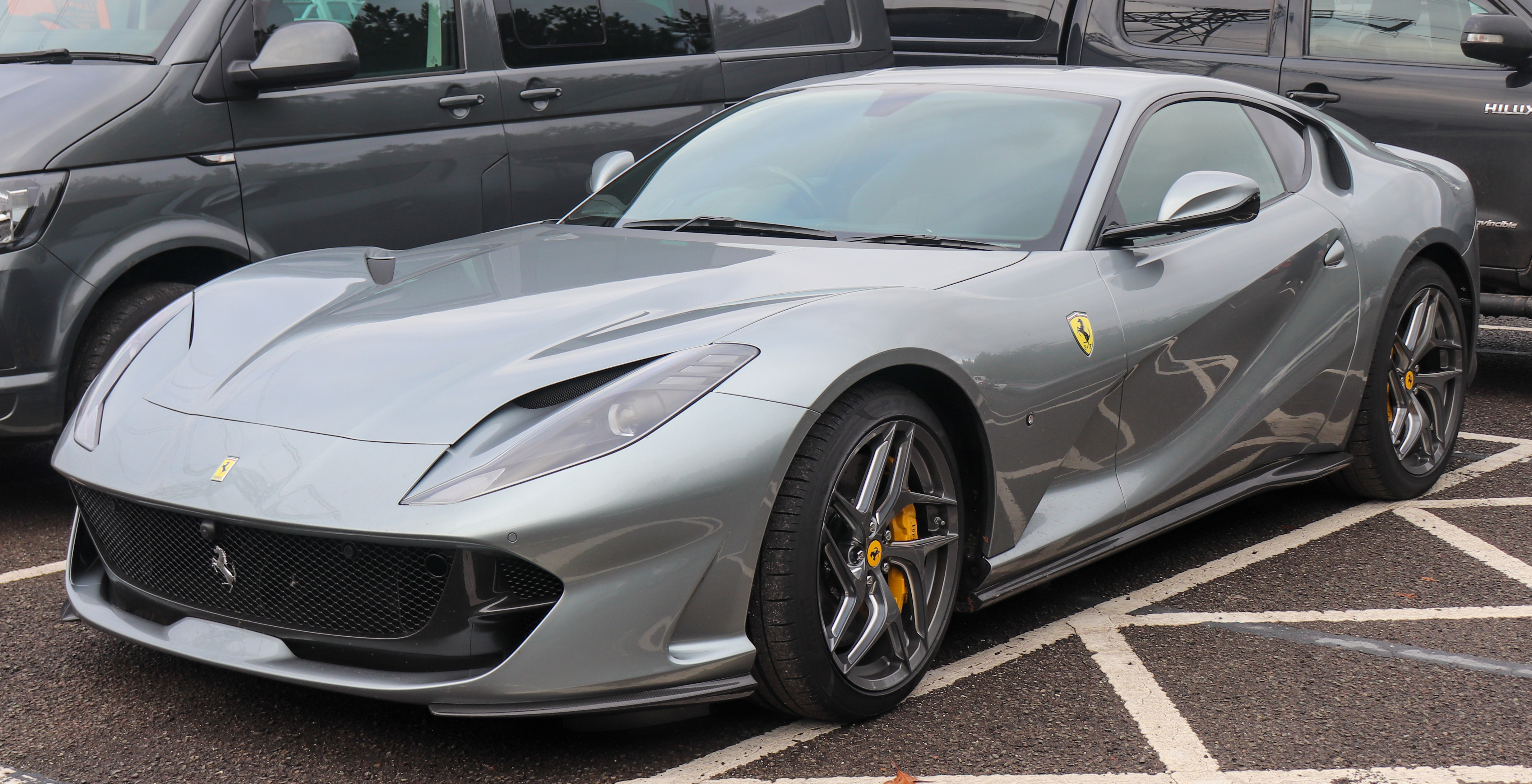
Ferrari 812 Superfast a birminghami NEC parkolóban 2019-ben
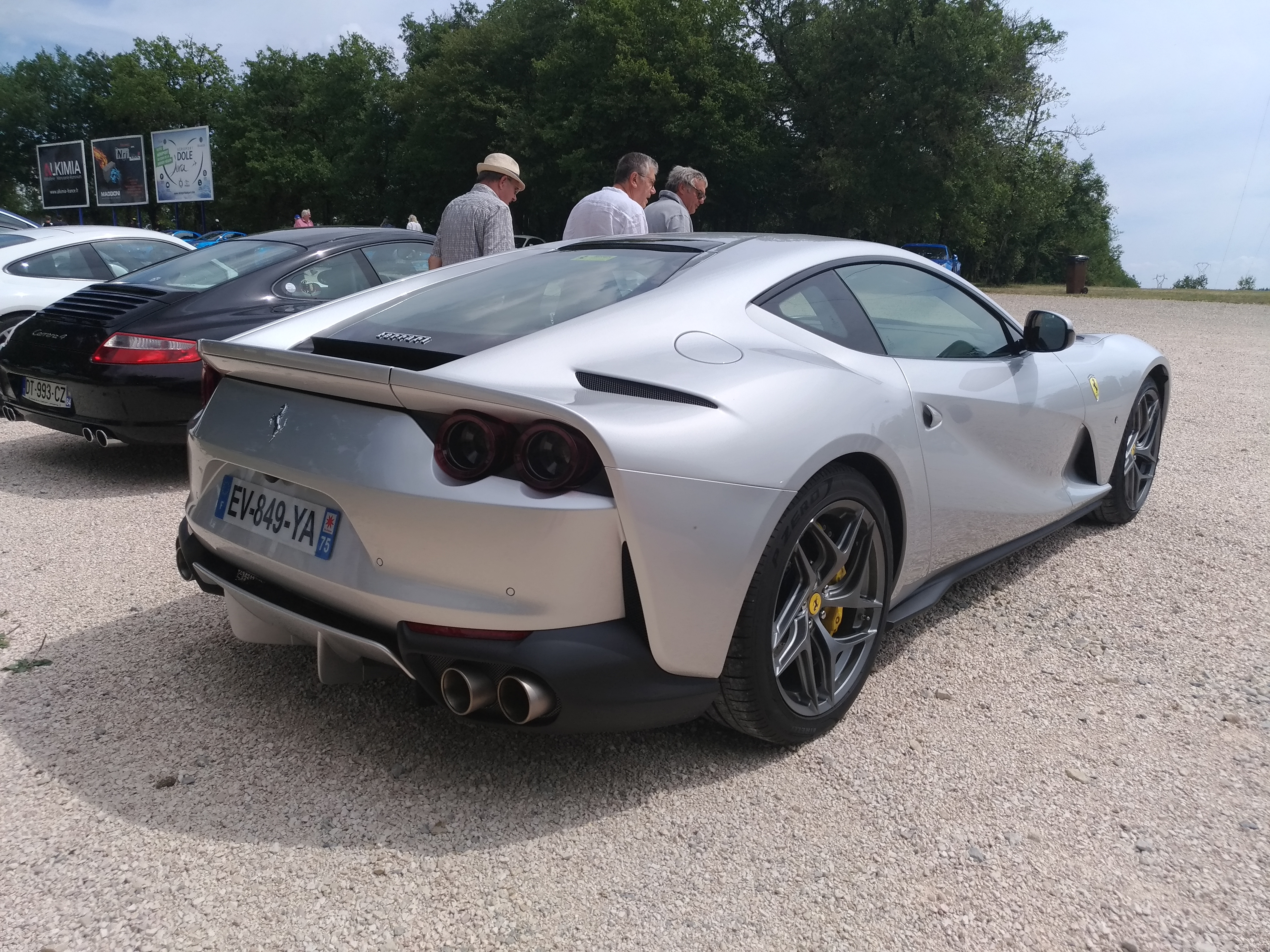
Hátsó 3/4 nézet négy hátsó lámpával és karosszériaszínű diffúzorral
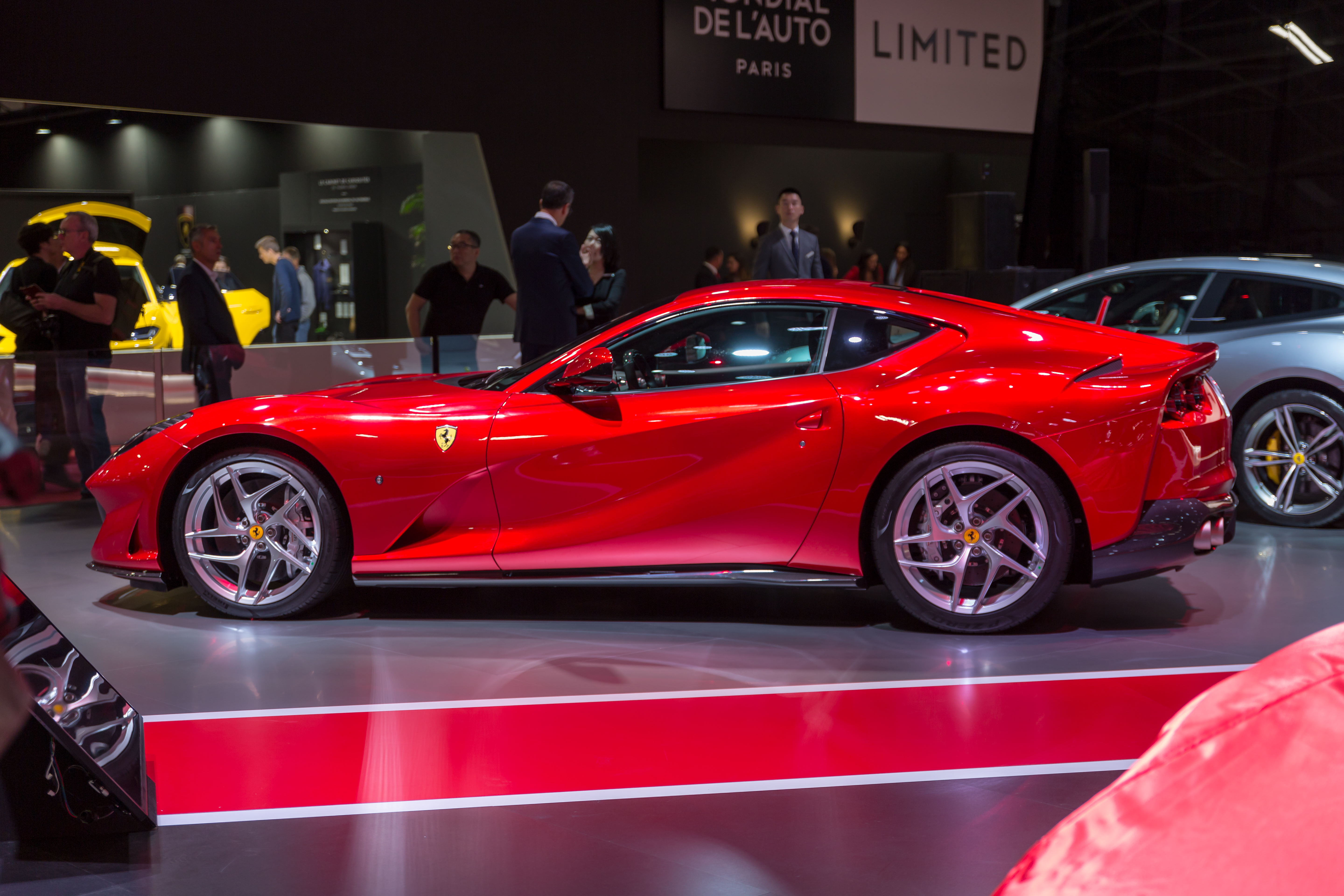
A 812 Superfast oldalprofilja, Paris Motor Show 2018
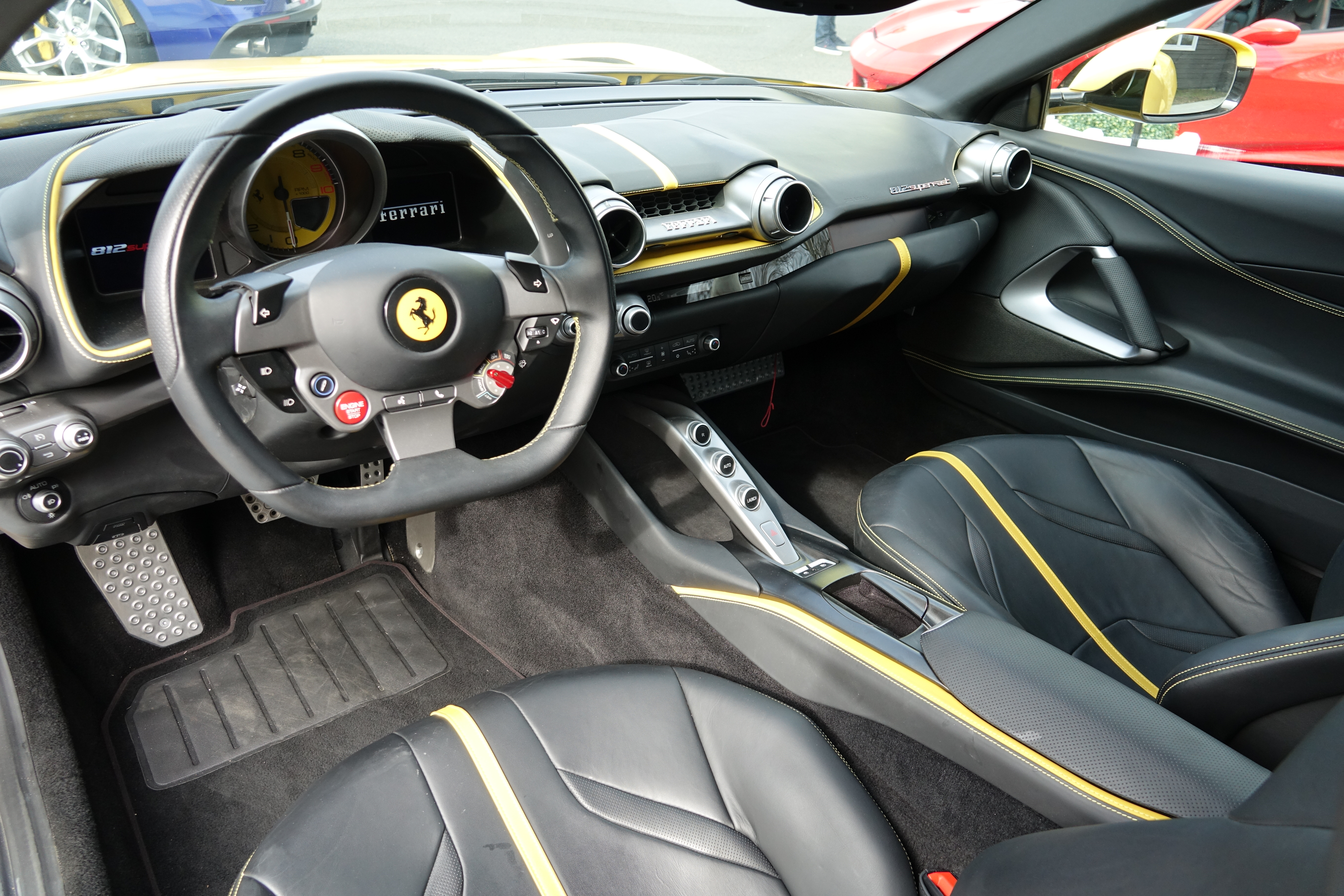
Belülről
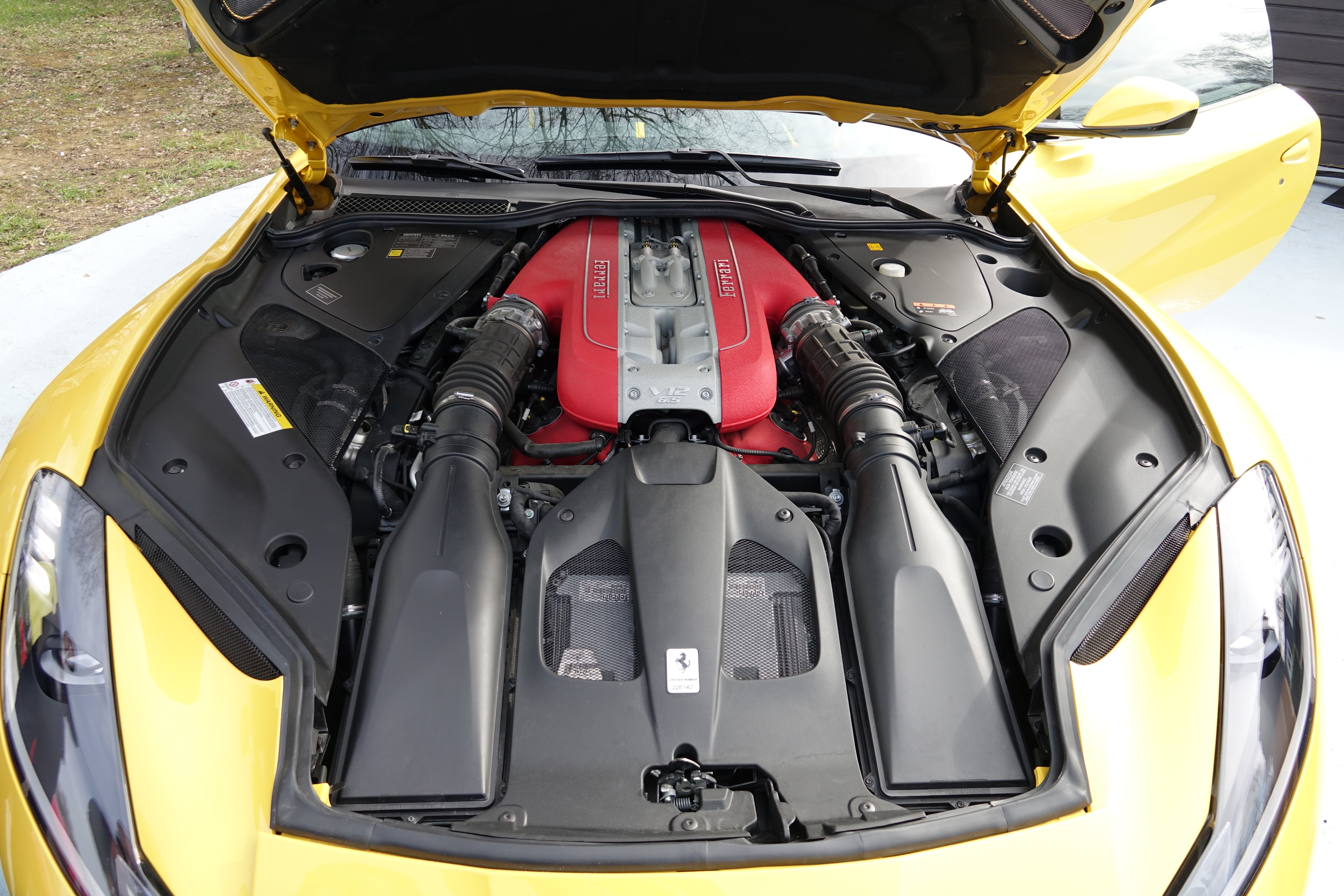
A 6,5 literes F140 GA V12 motor
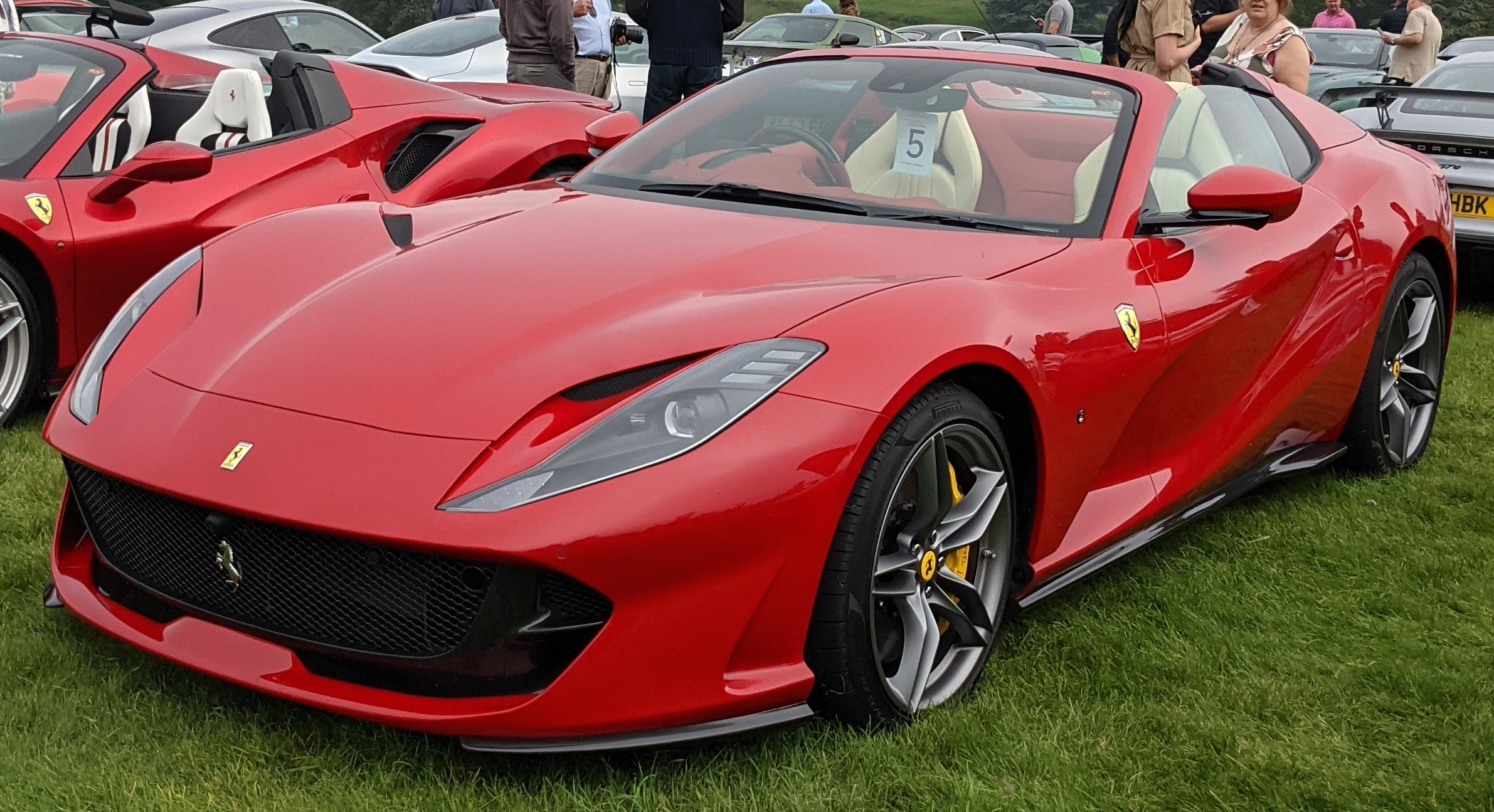
Ferrari 812 GTS
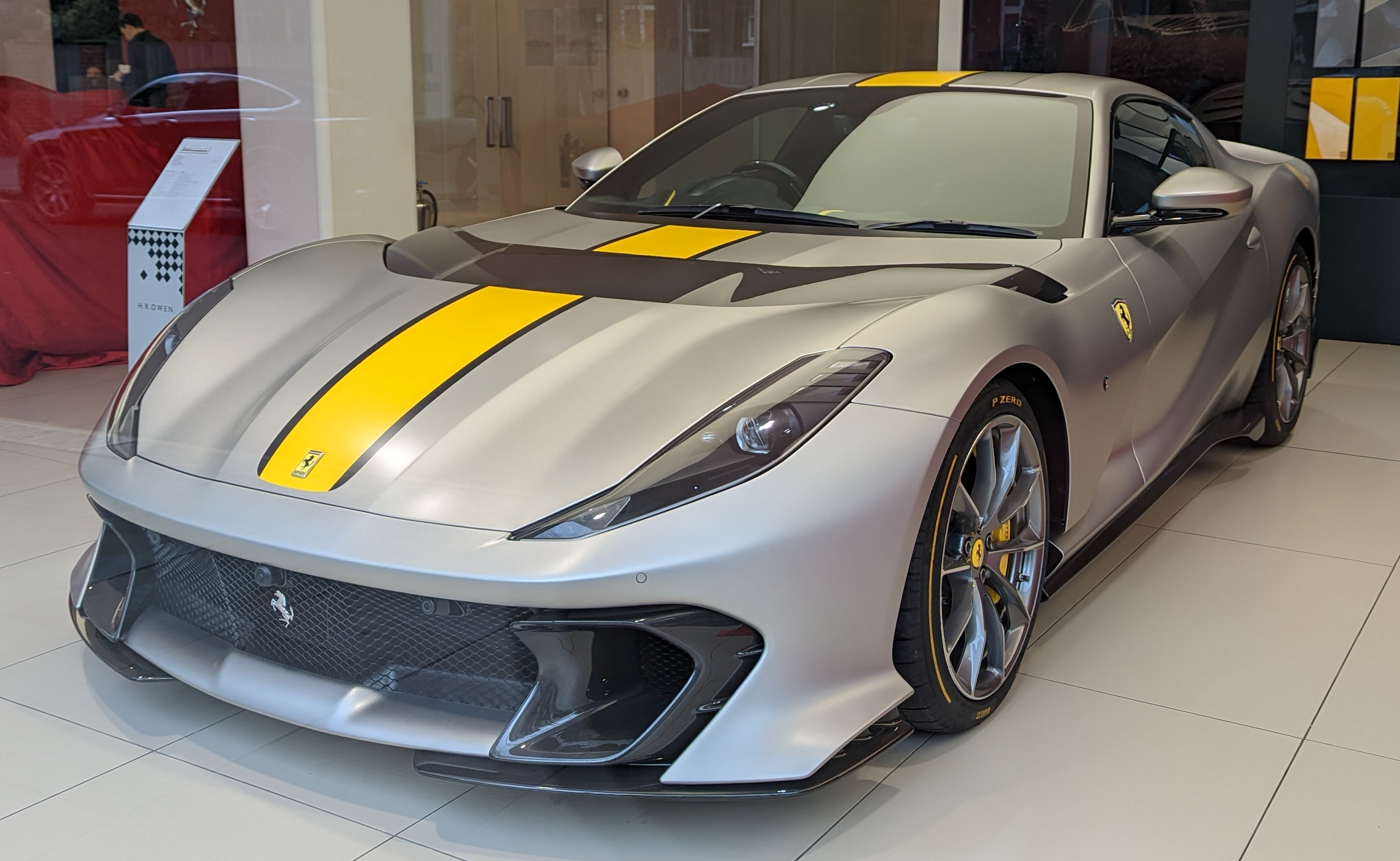
Ferrari 812 Competizione
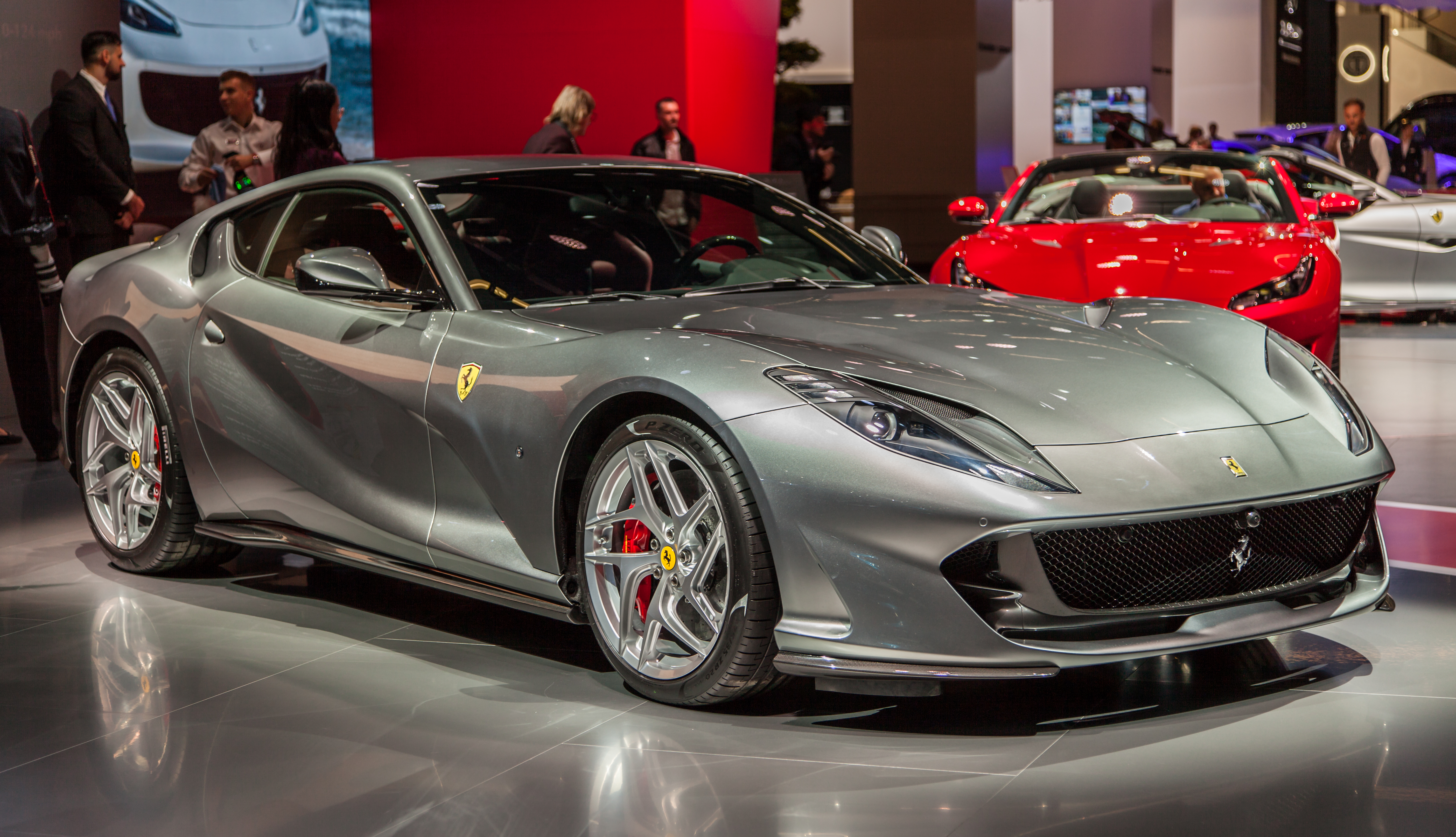
812 Superfast
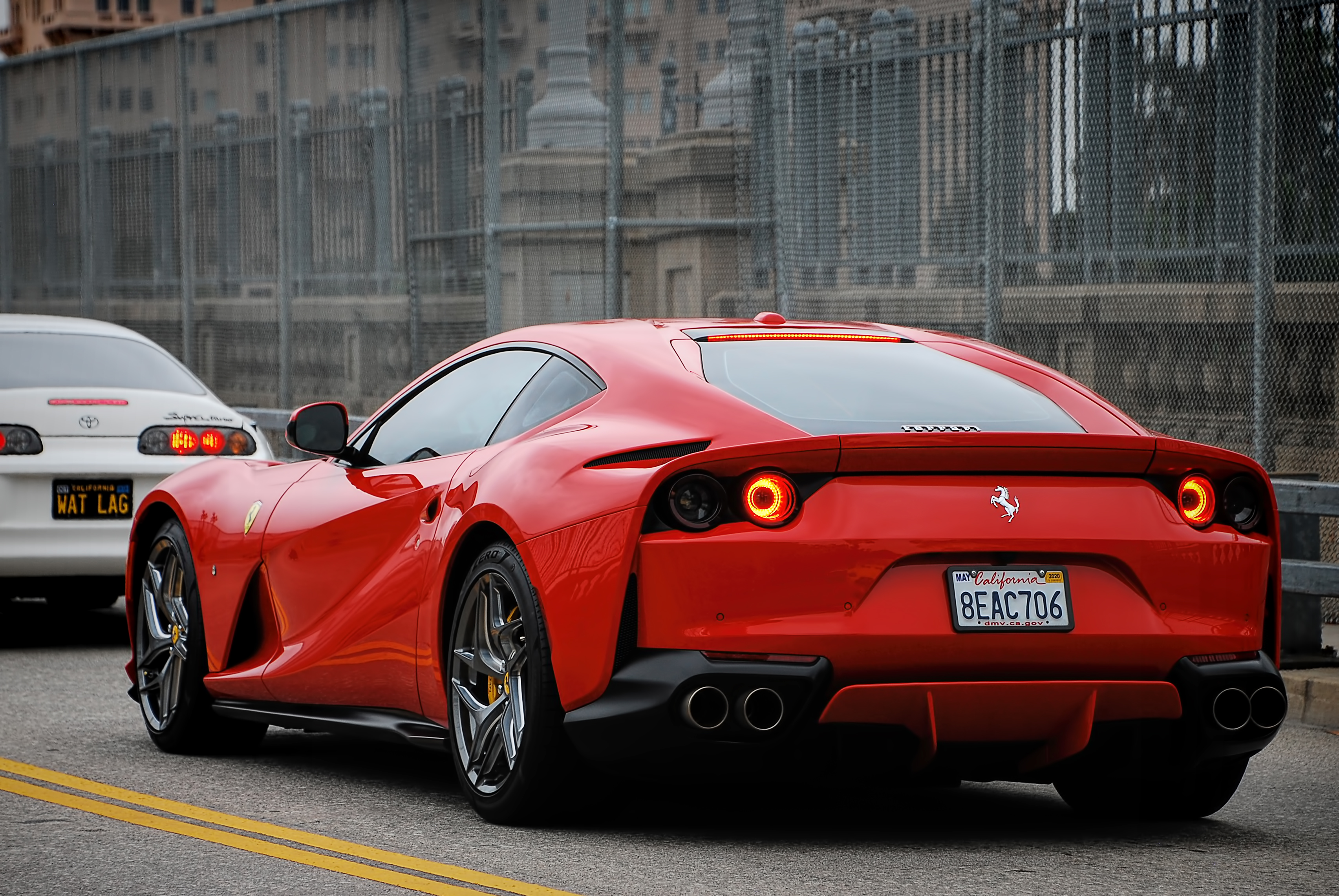
Hátulról
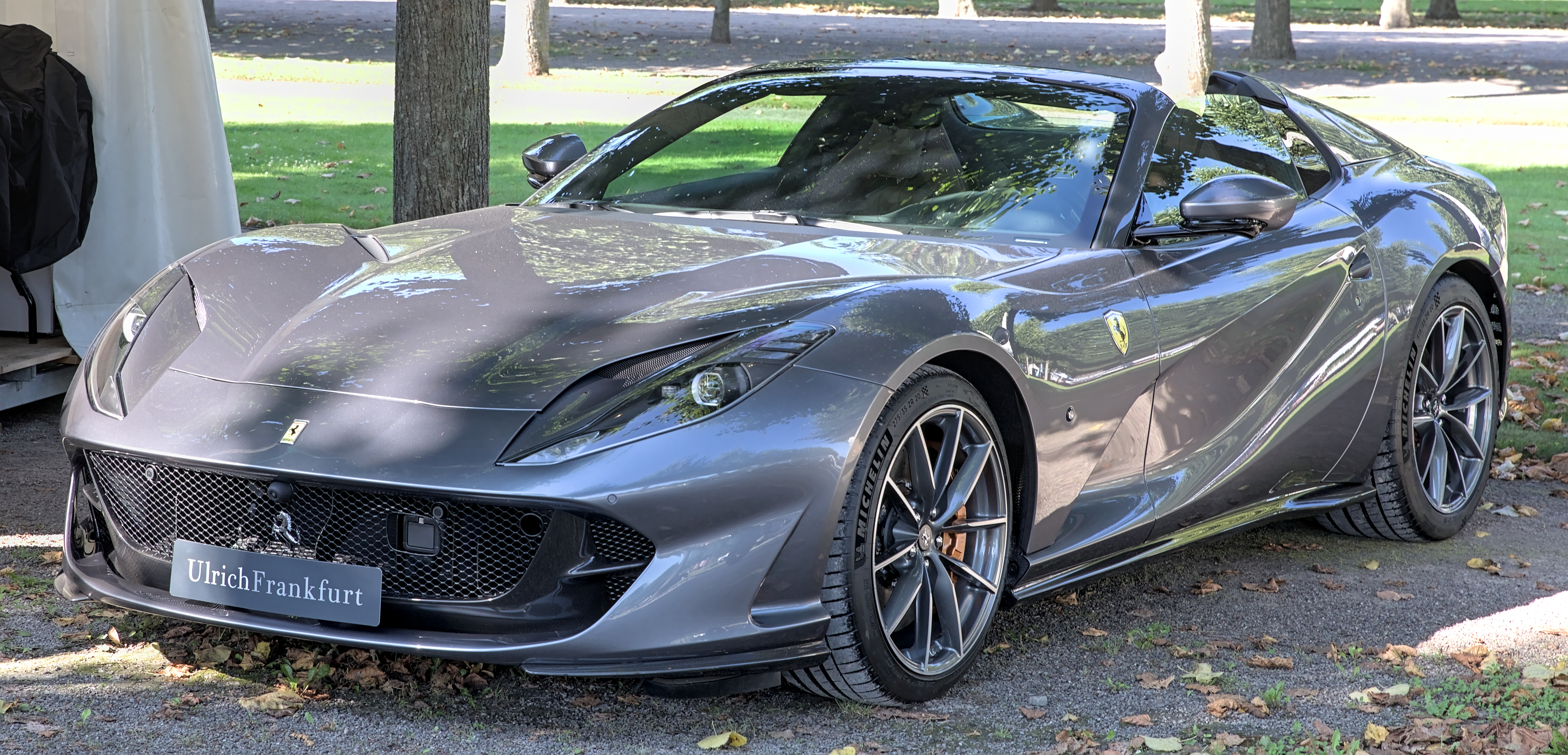
812 GTS
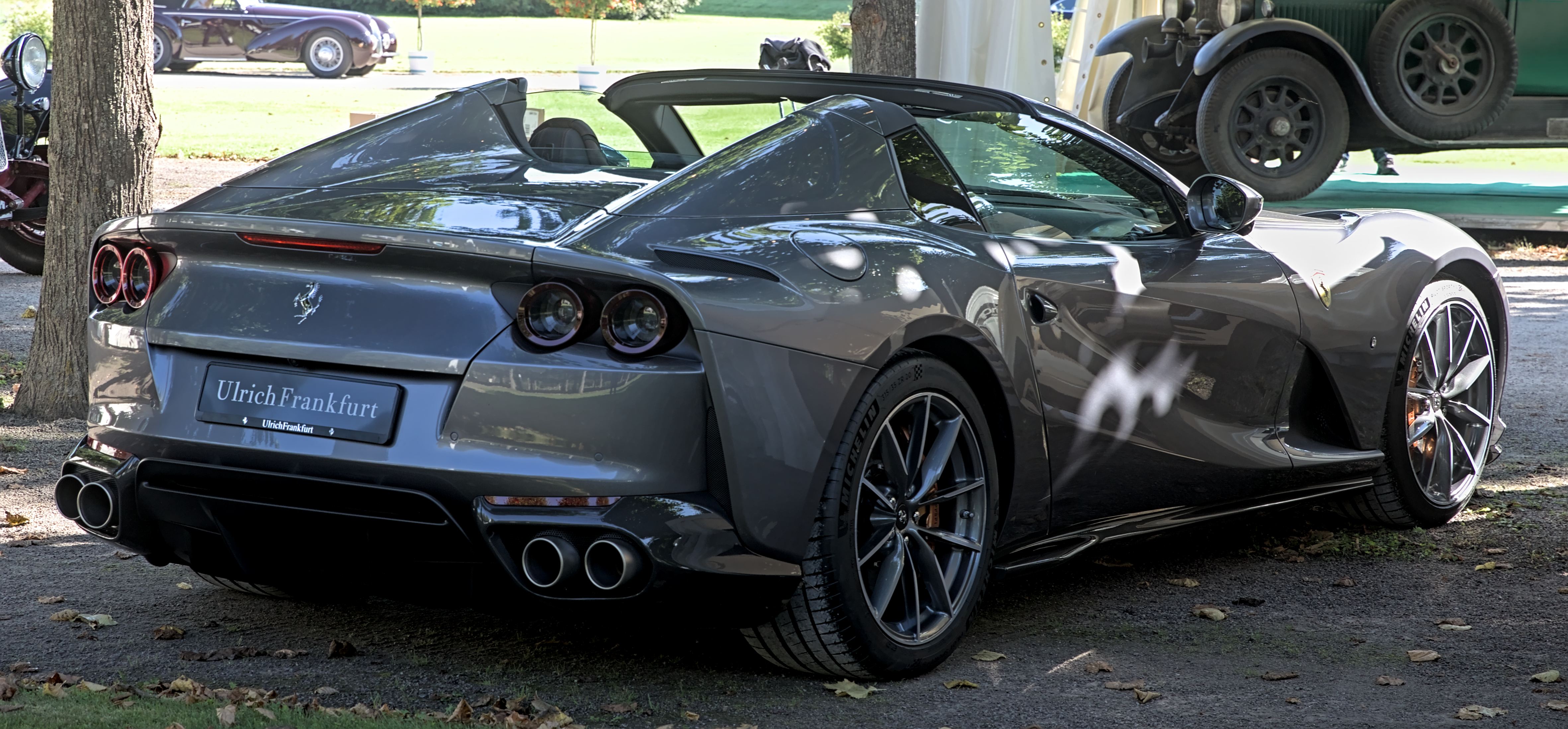
812 GTS hátulról
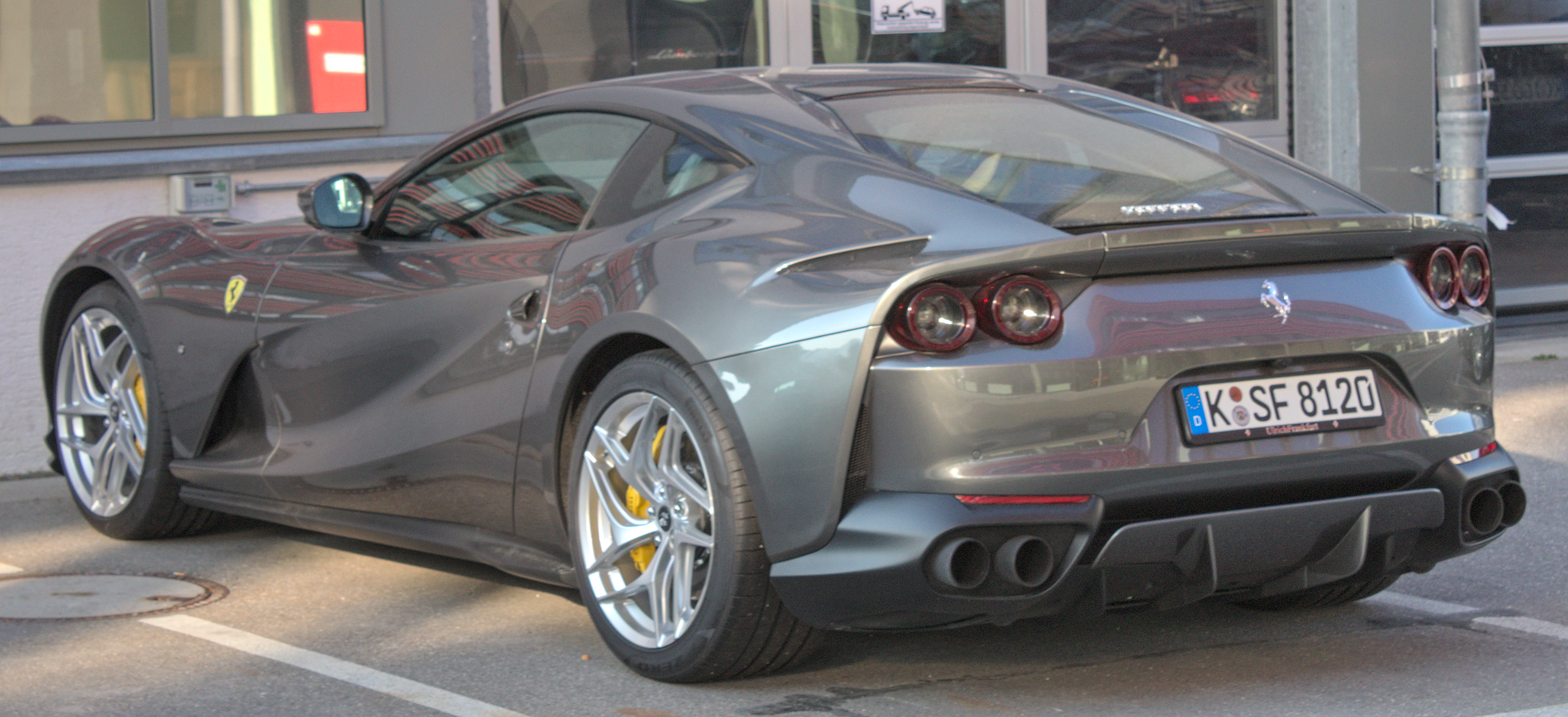
812 Superfast hátulról
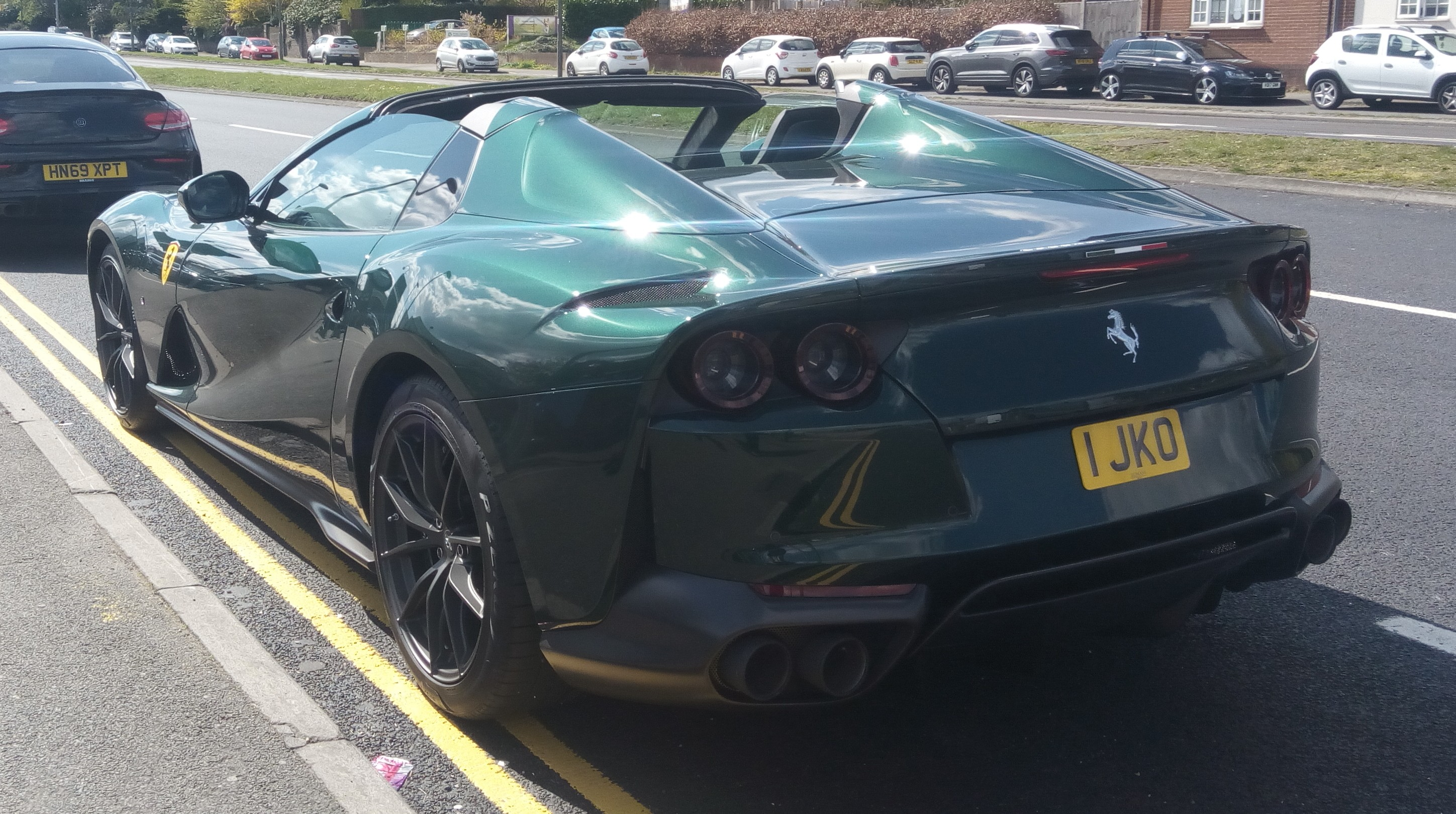
Egy 812 GTS Royaume-Uniban
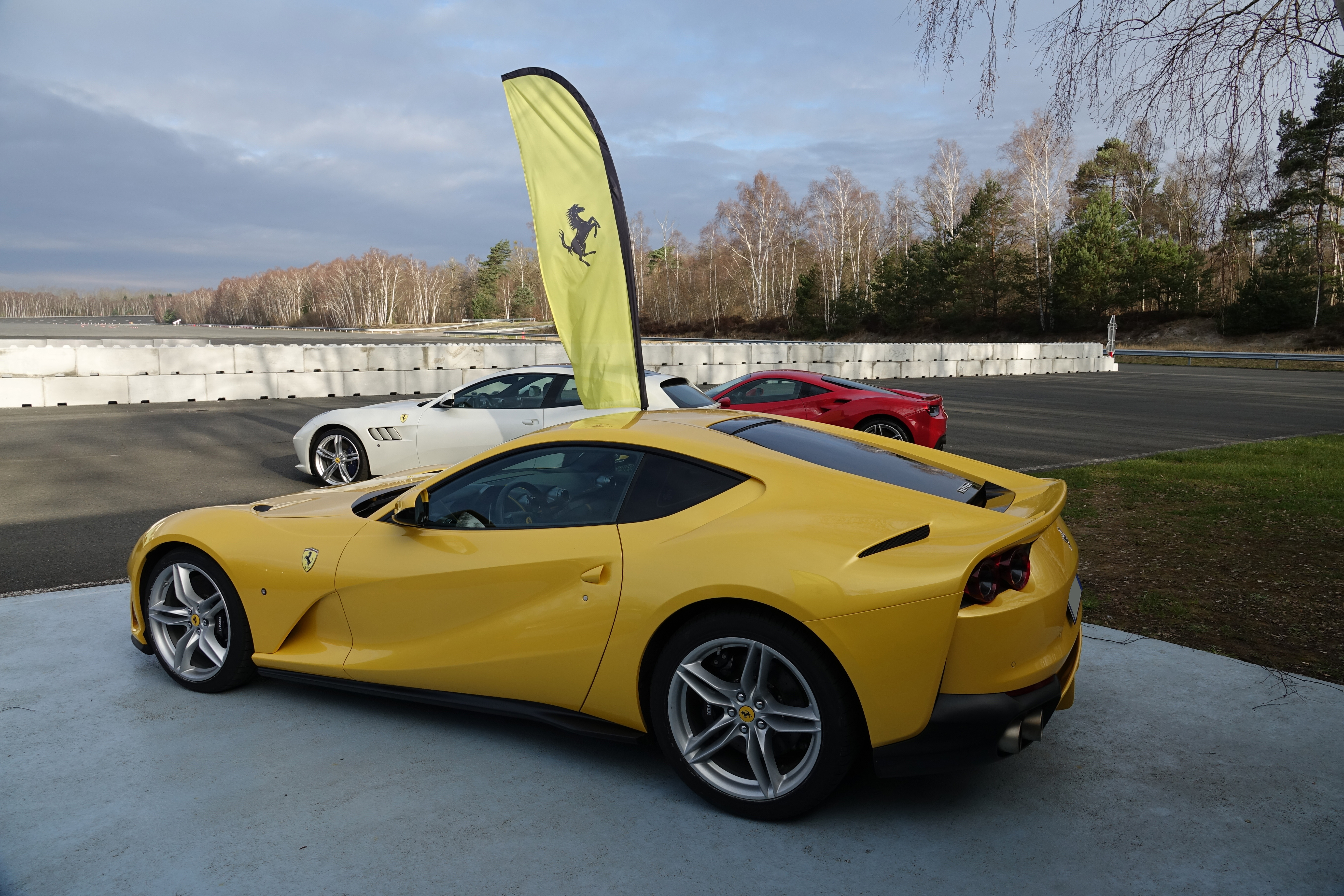
Ferrari 812 Superfast 2018
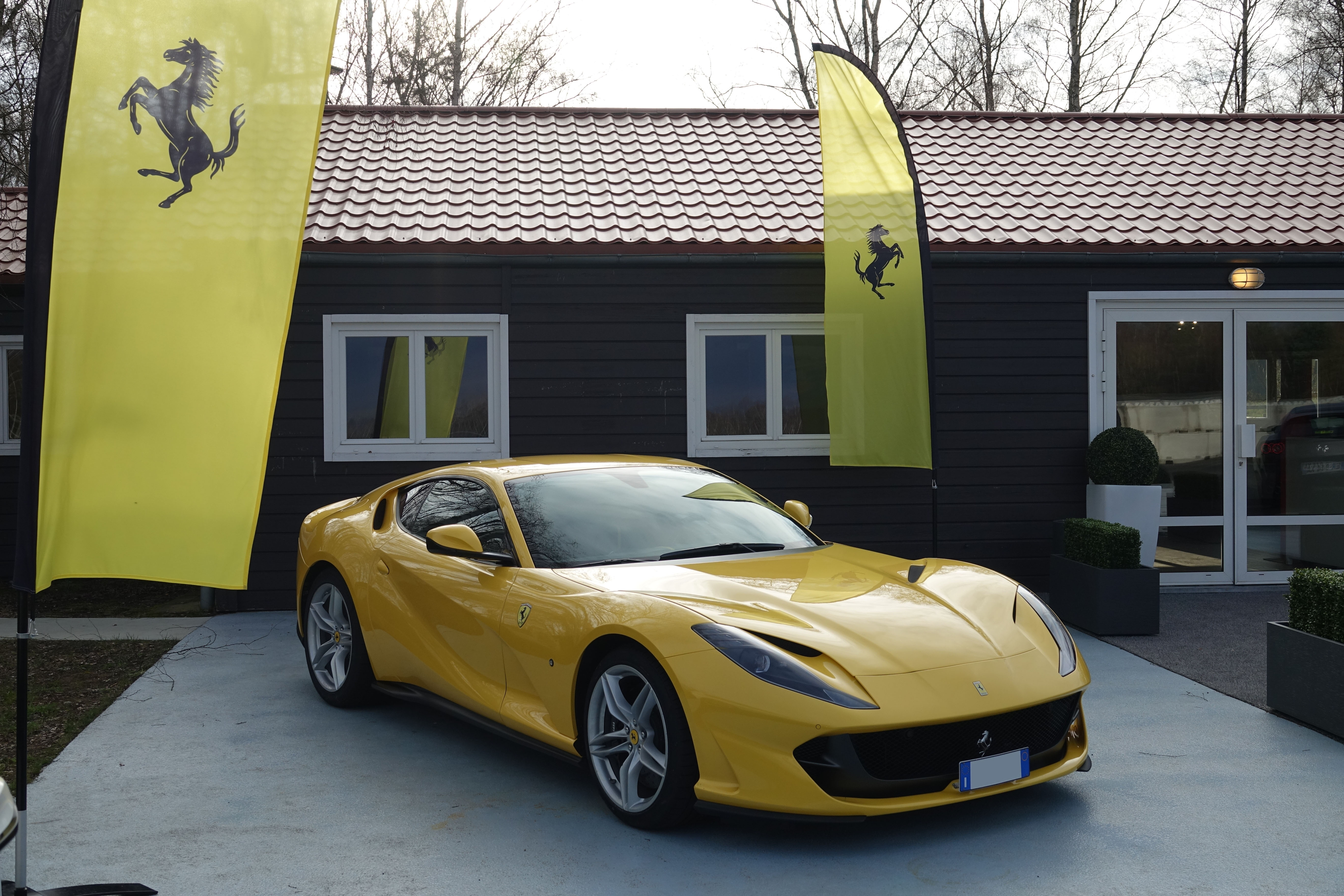
Ferrari 812 Superfast 2018
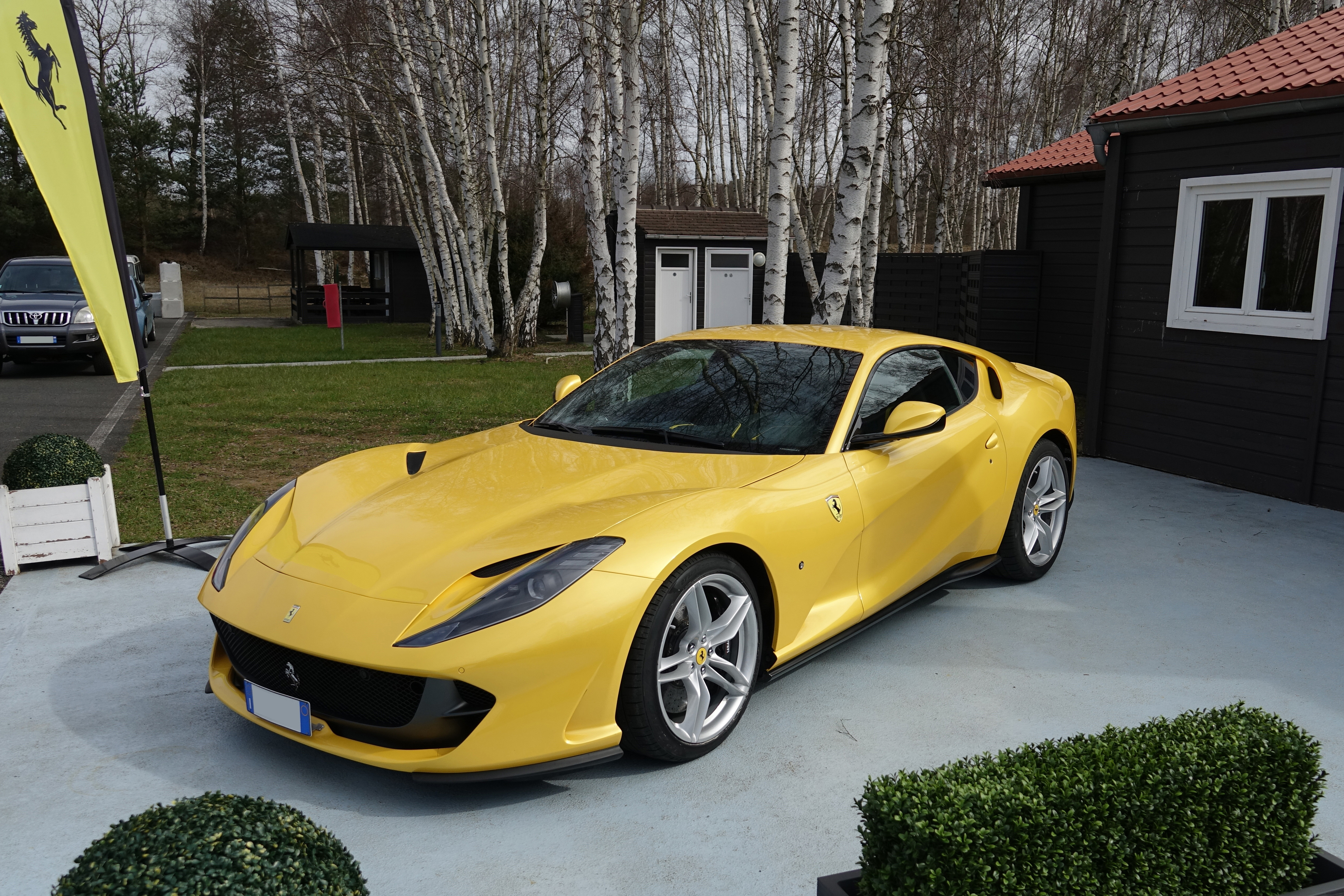
Ferrari 812 Superfast 2018
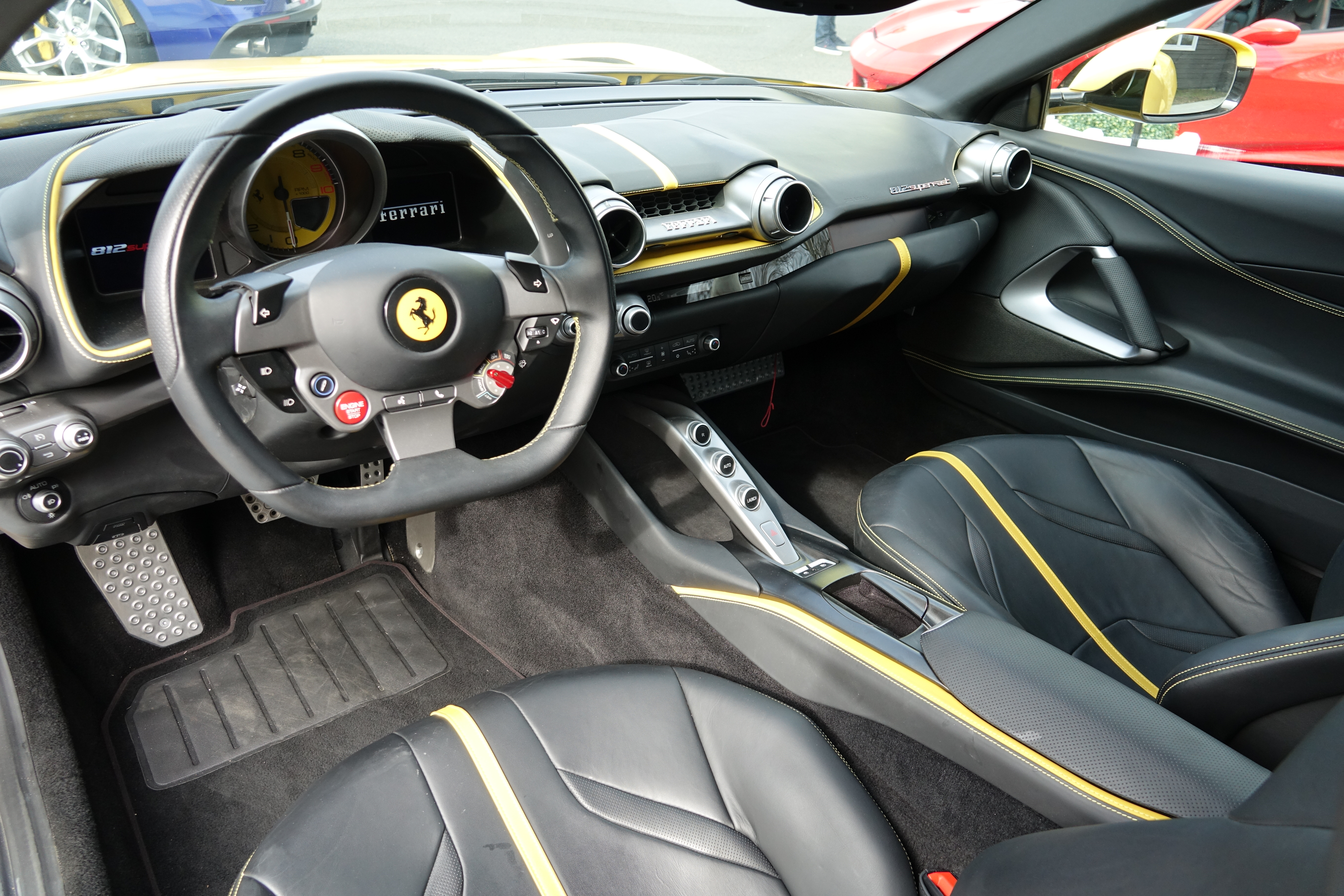
Belülről
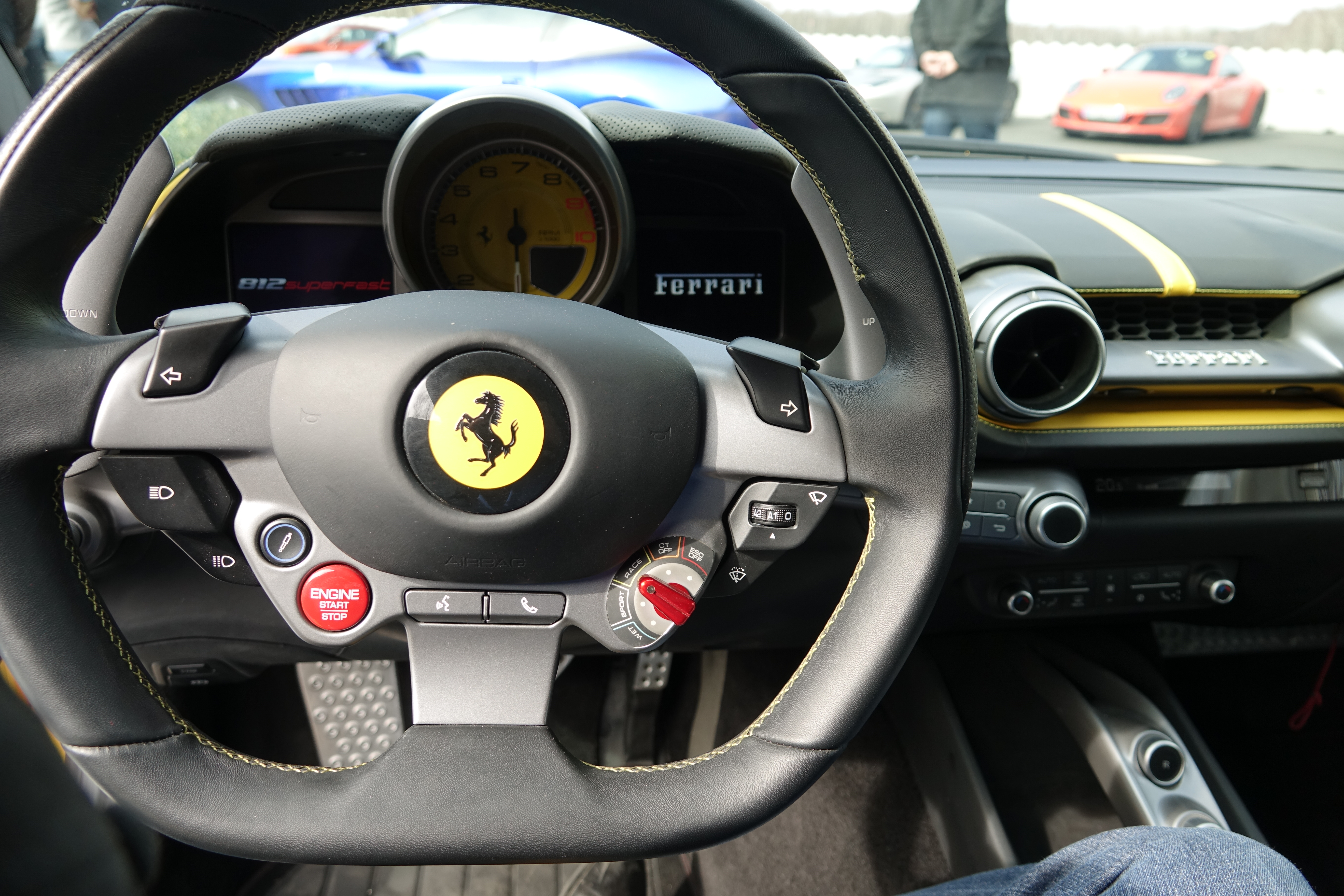
Belülről
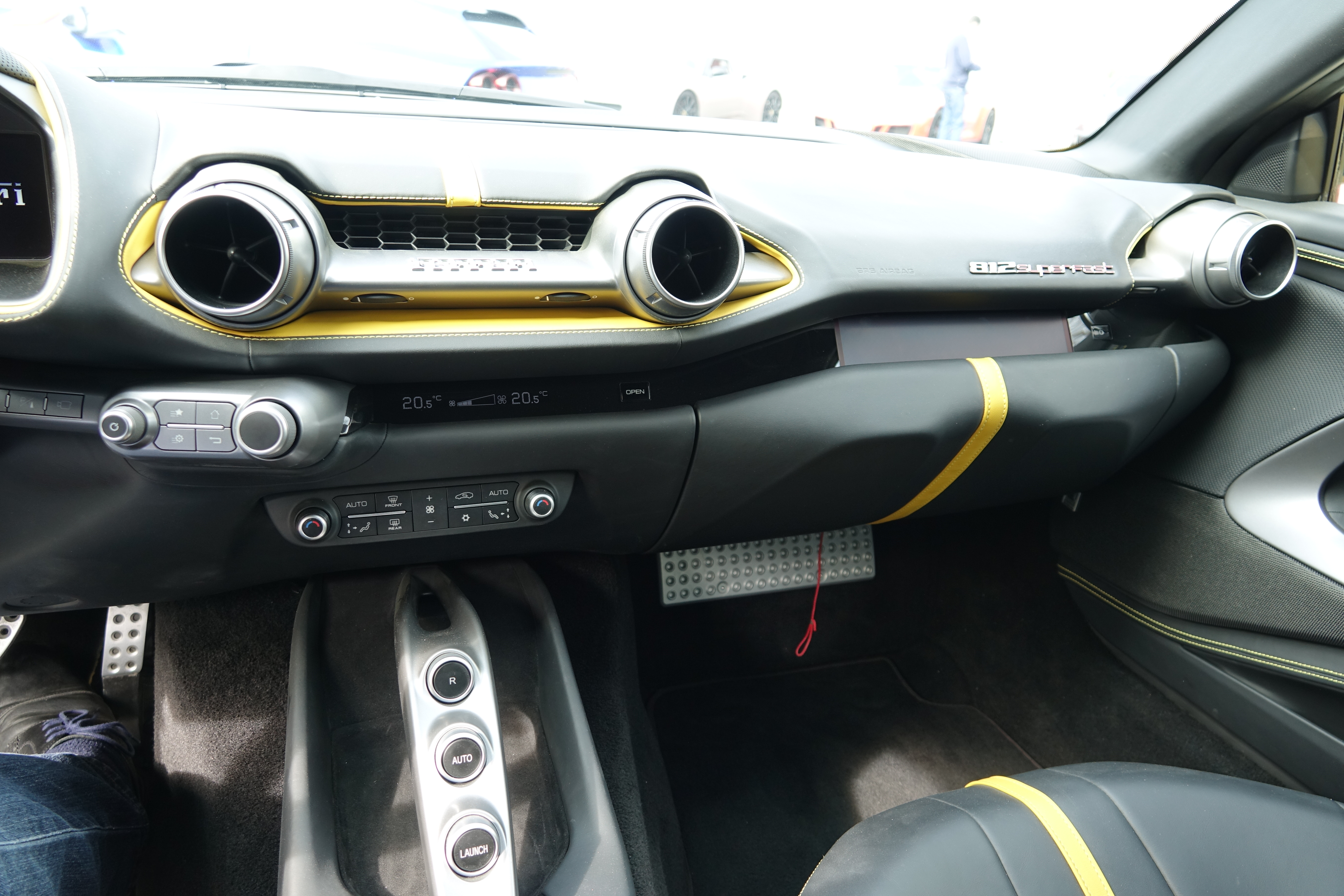
Belülről
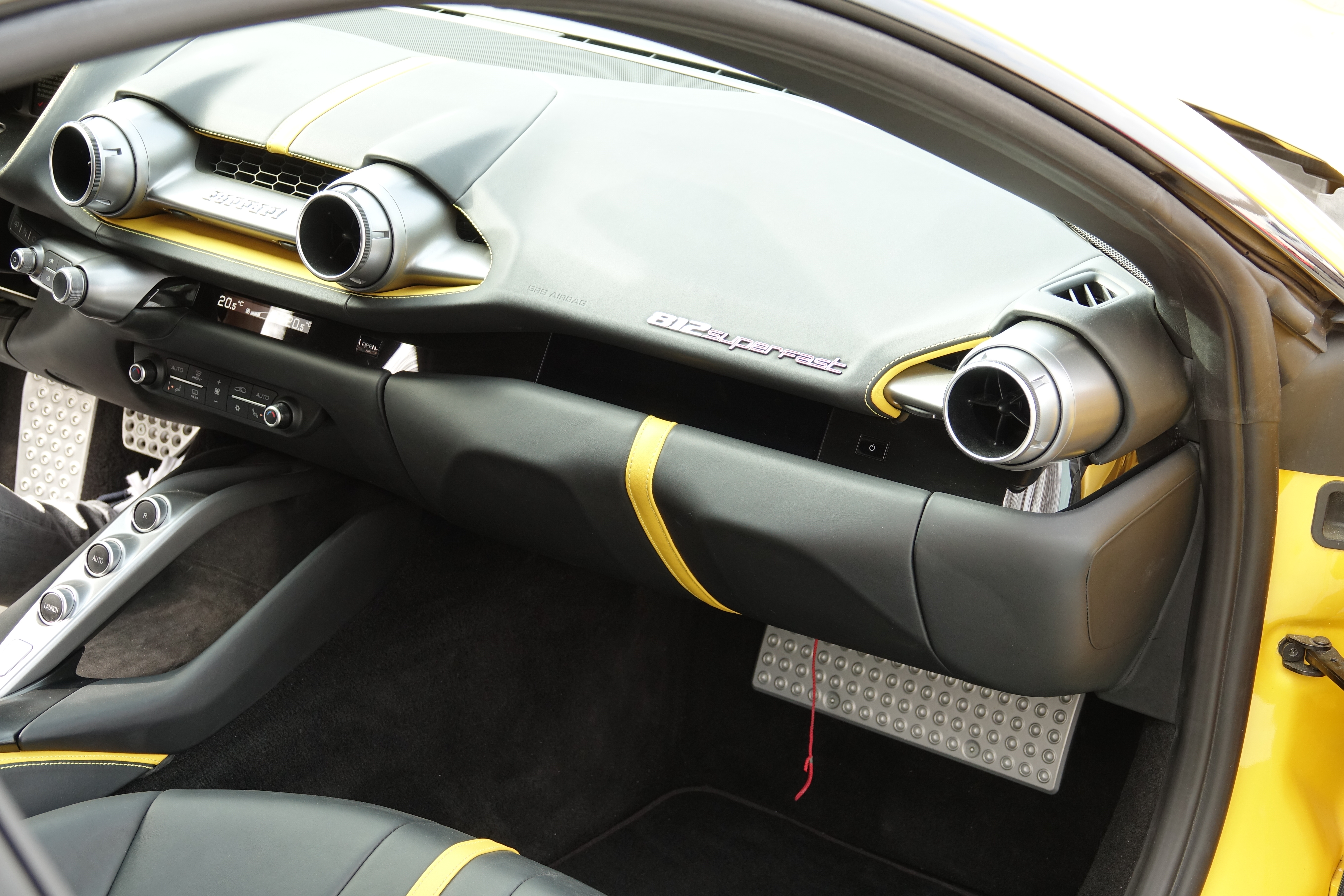
Belülről
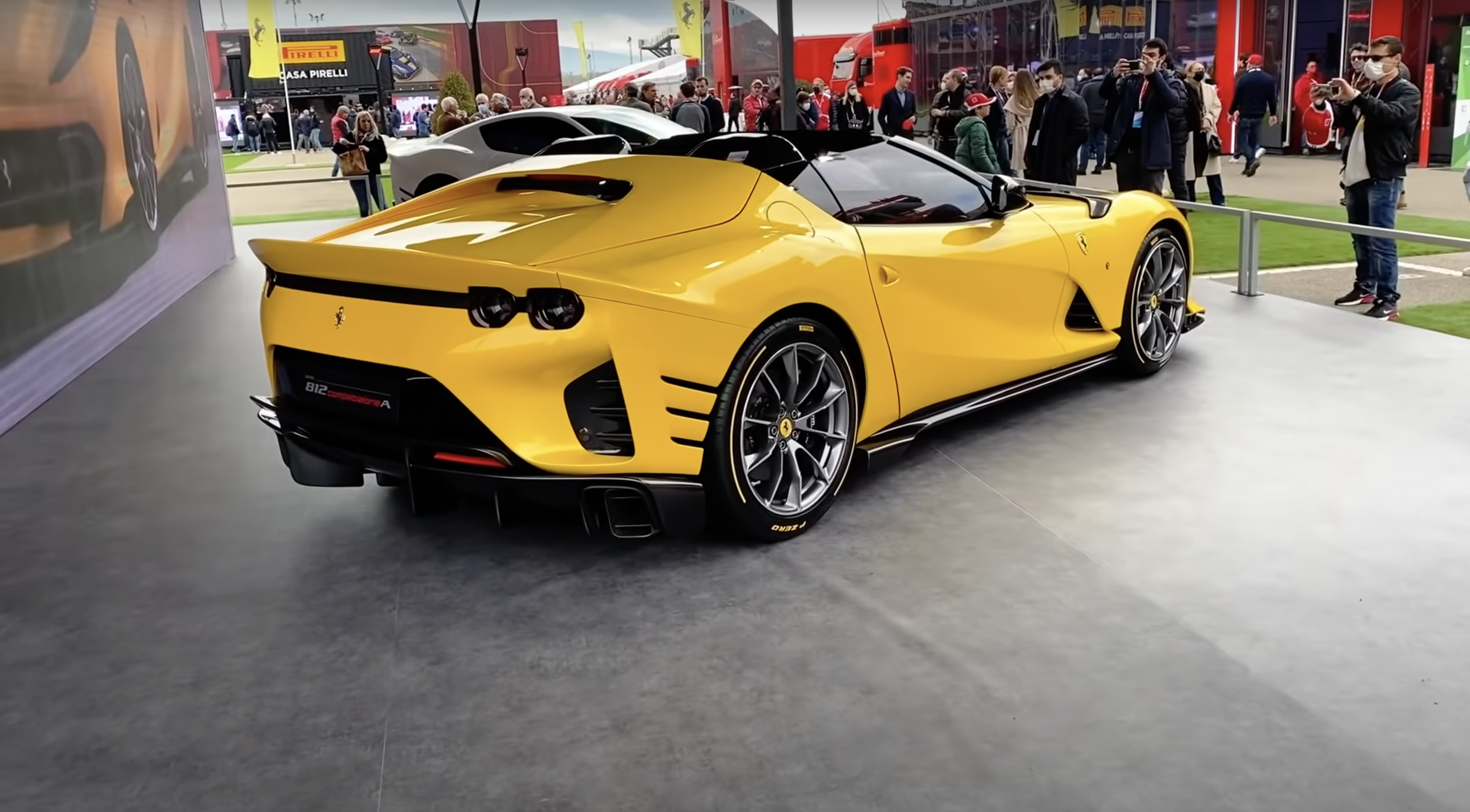
812 Competizione A
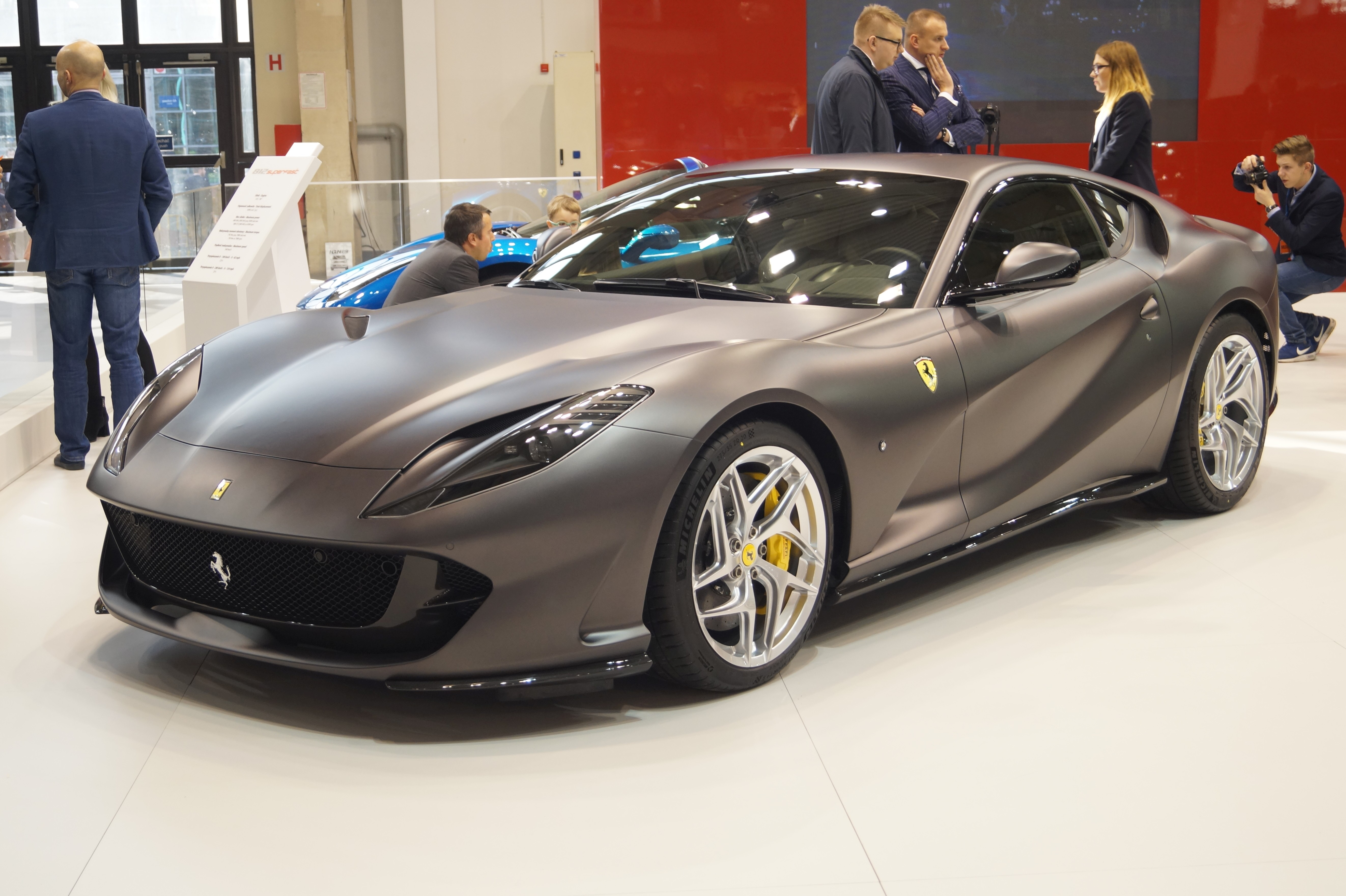
Ferrari 812 Superfast a Poznańi Autószalonon 2017
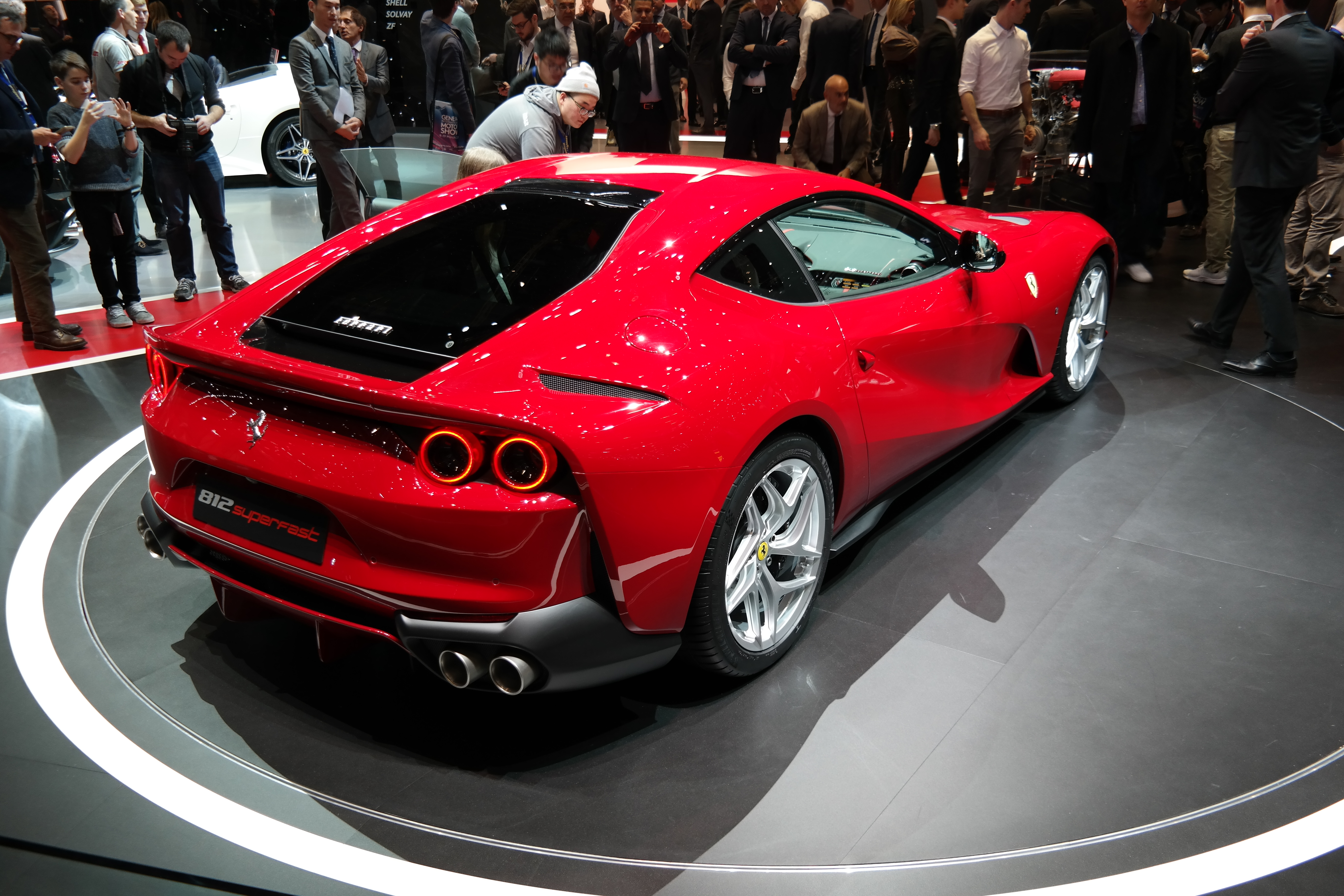
Genfi Autószalon 2017 (fotó az első sajtónapon készült)
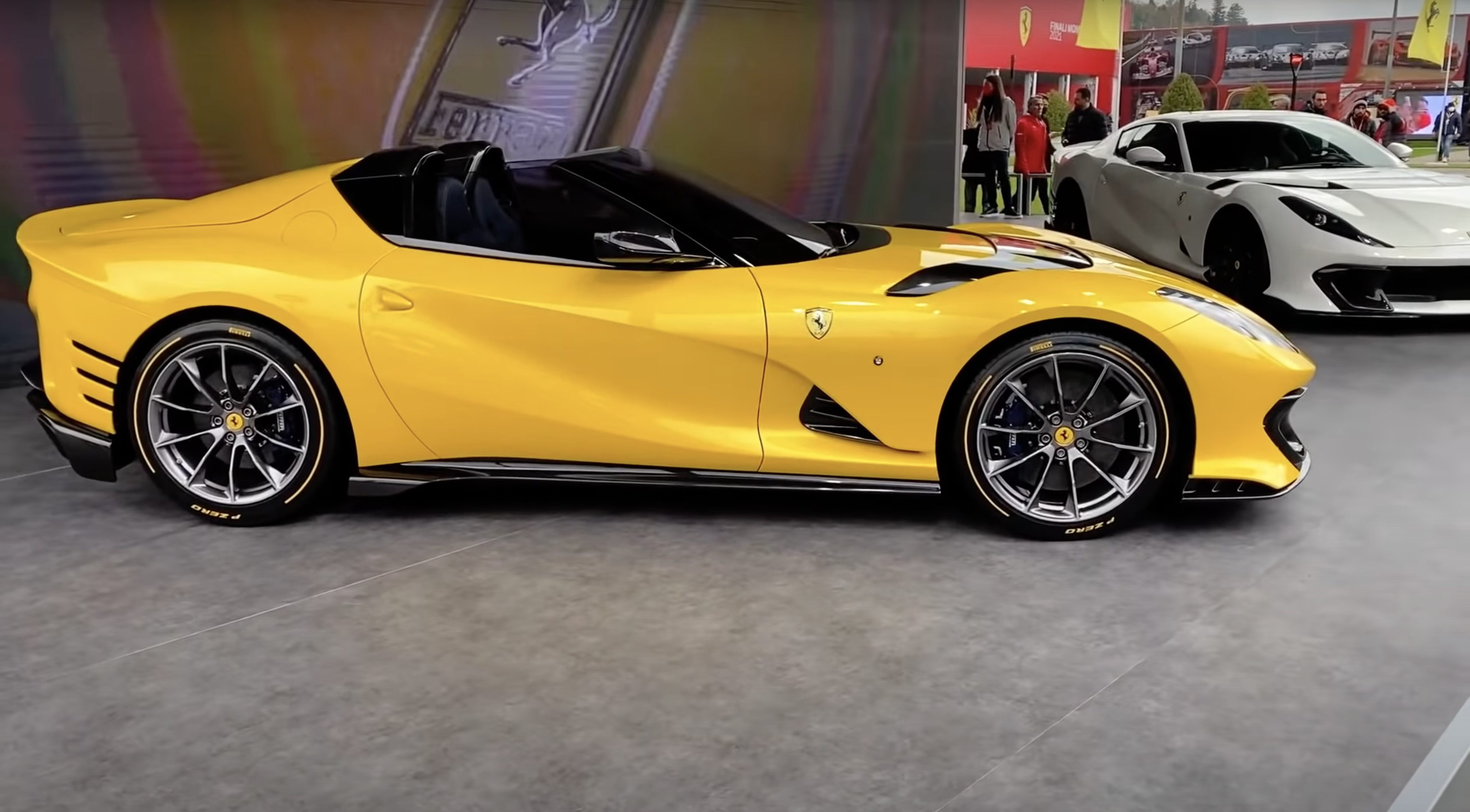
812 Competizione oldalról
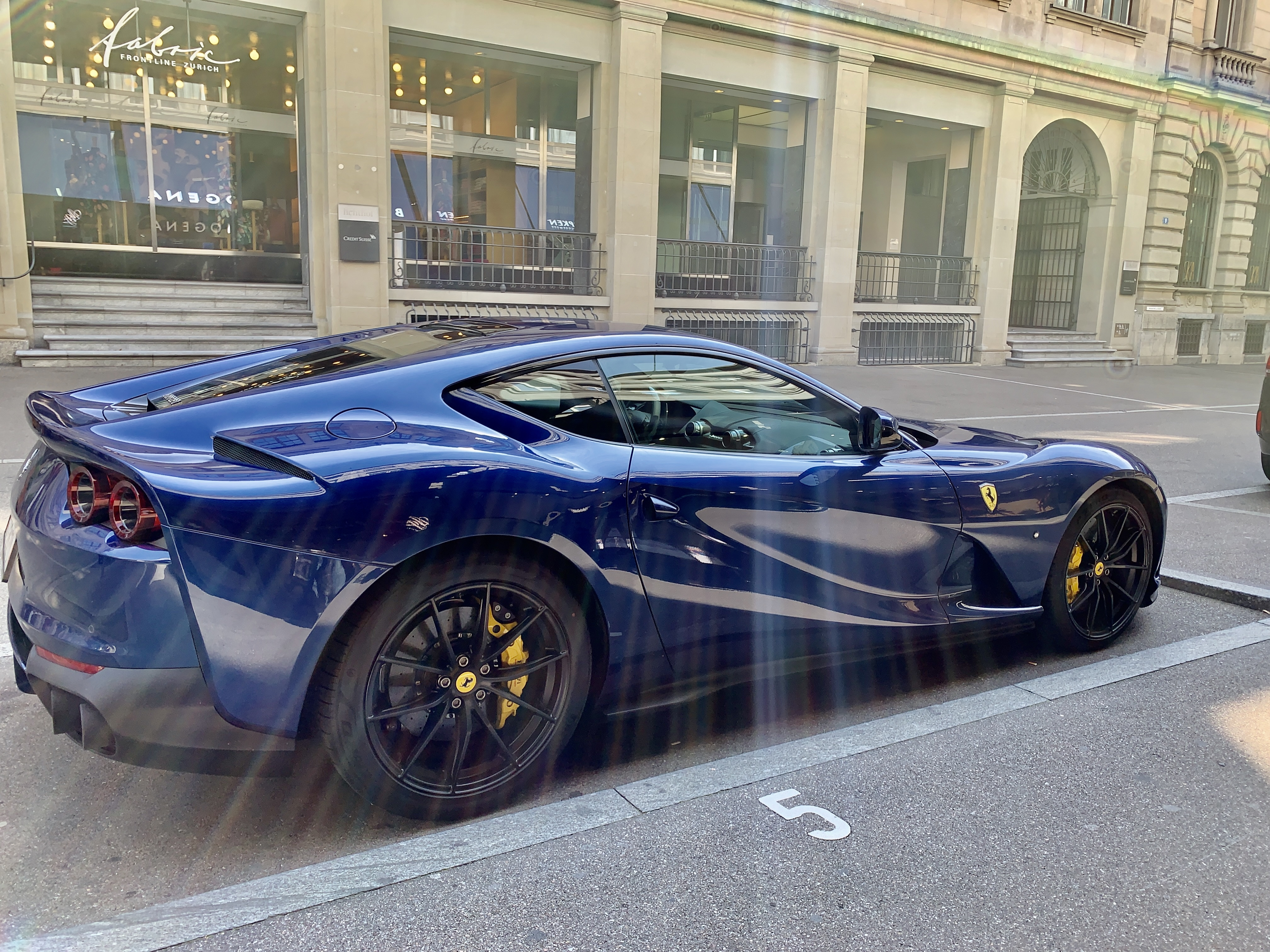
812 Superfast oldalról Zürichben
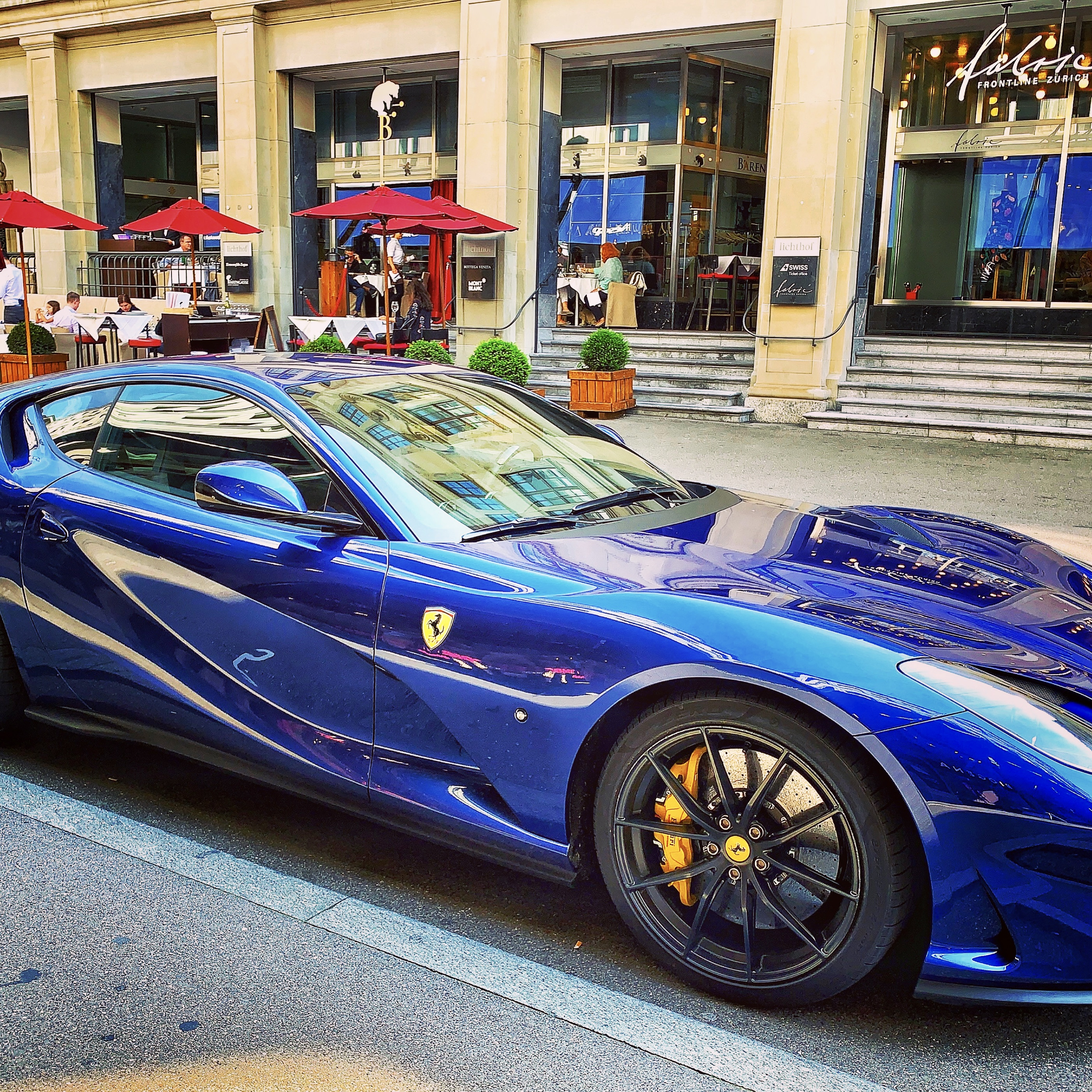
812 Superfast Zürichben
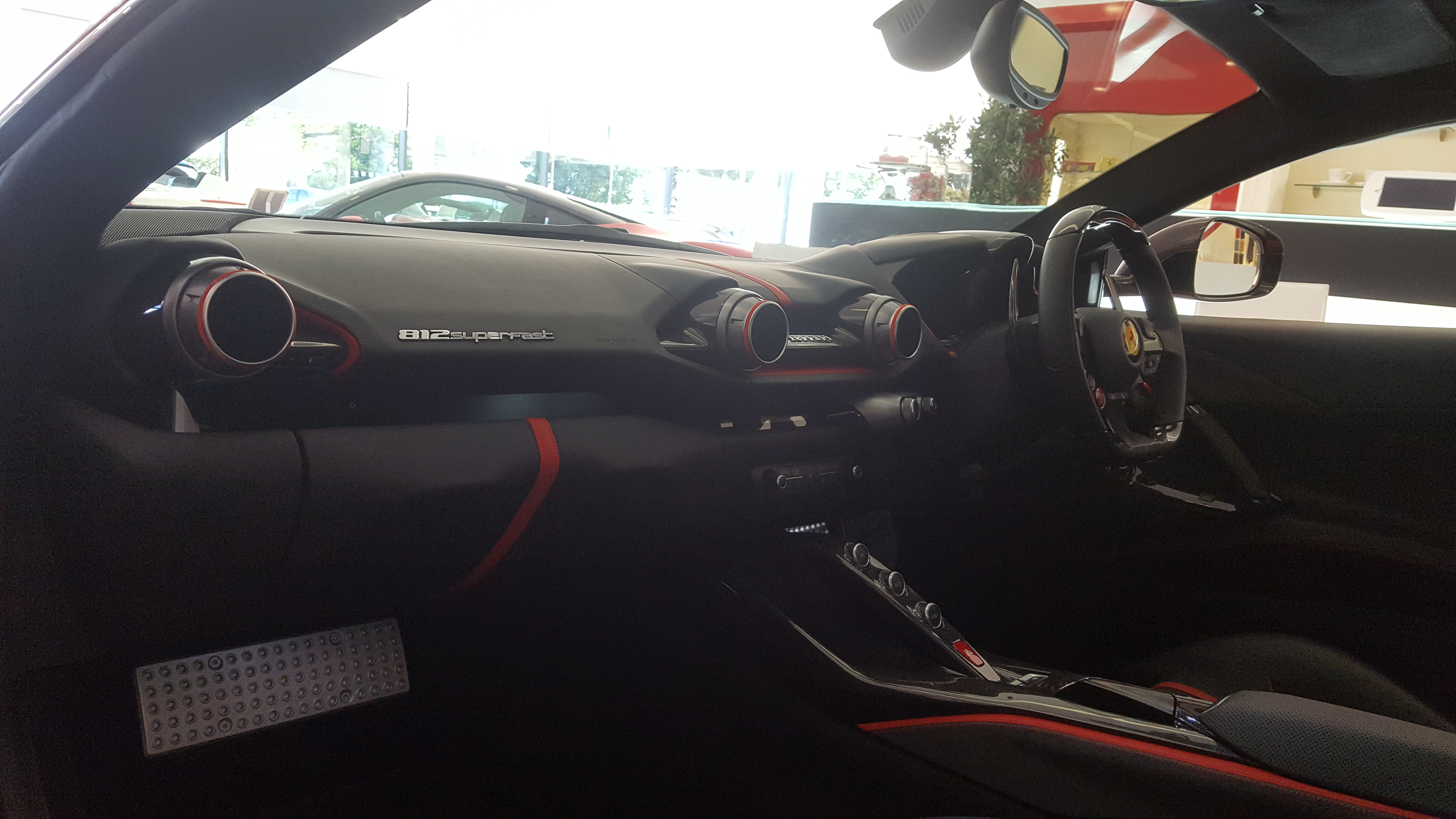
2018-as Ferrari 812 Superfast 6.5 Belseje Solihullban készült
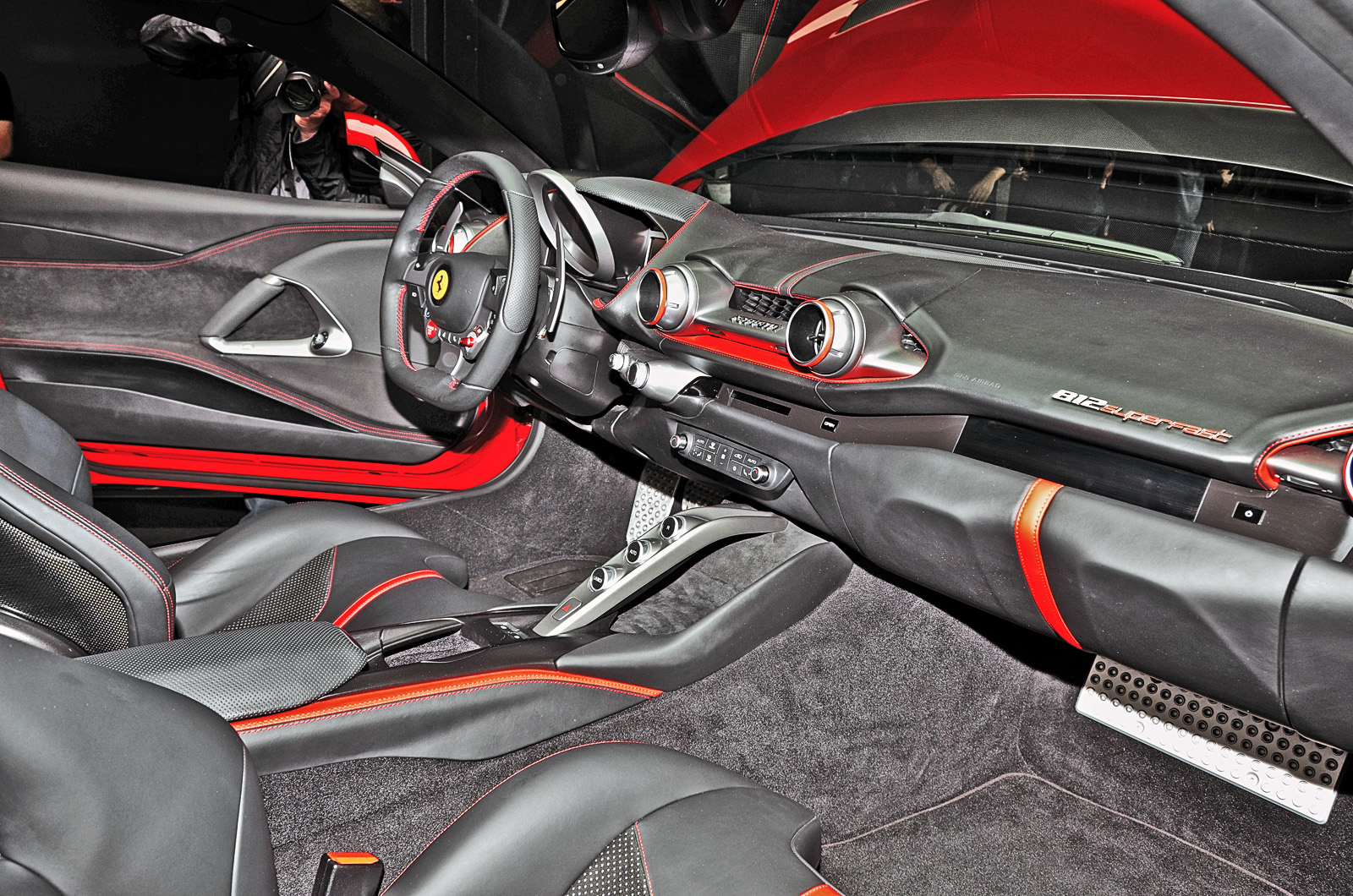
Gyártás előtti 812 Superfast belső
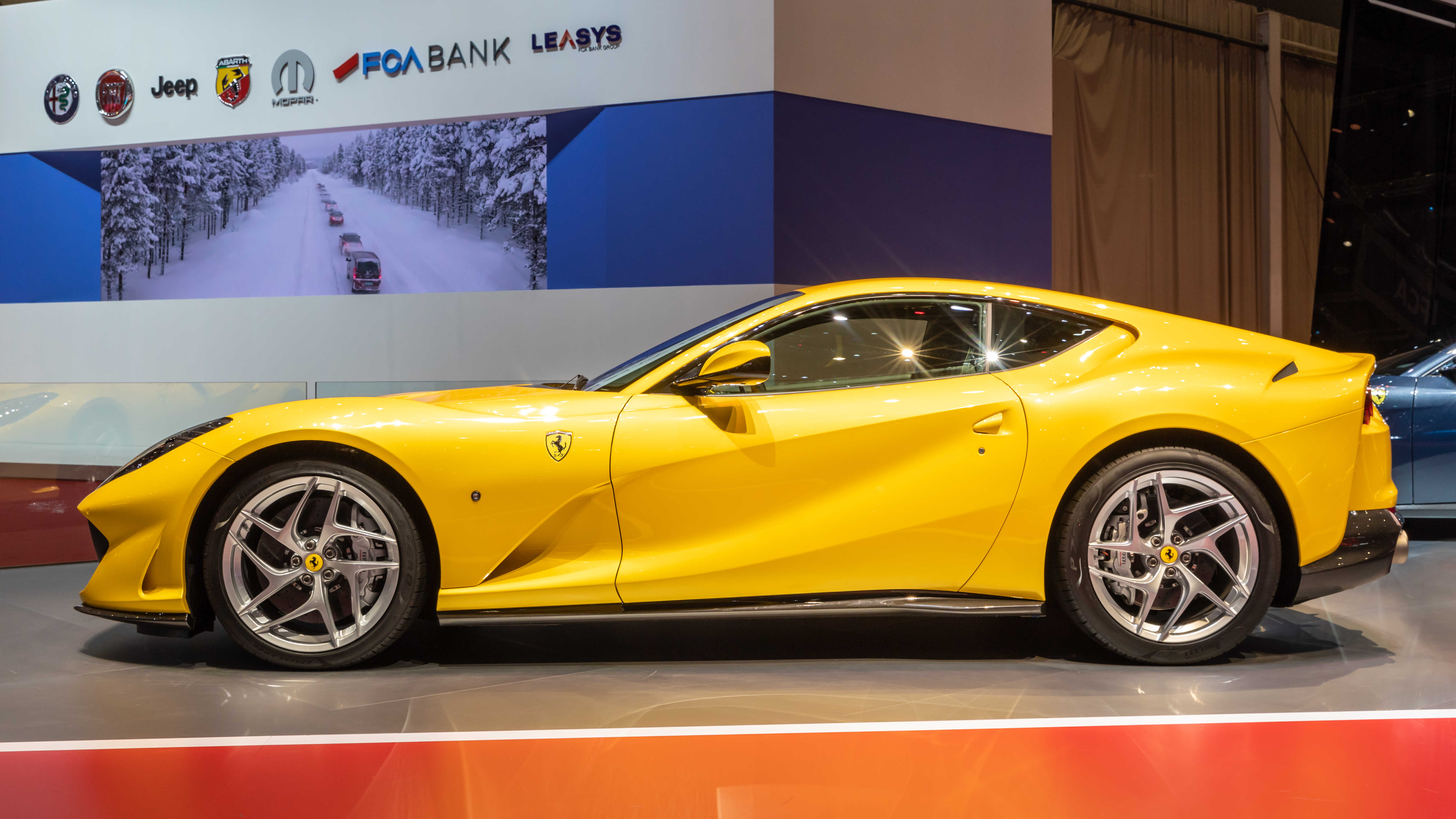
Genfi Nemzetközi Autószalon 2019, Le Grand-Saconnex
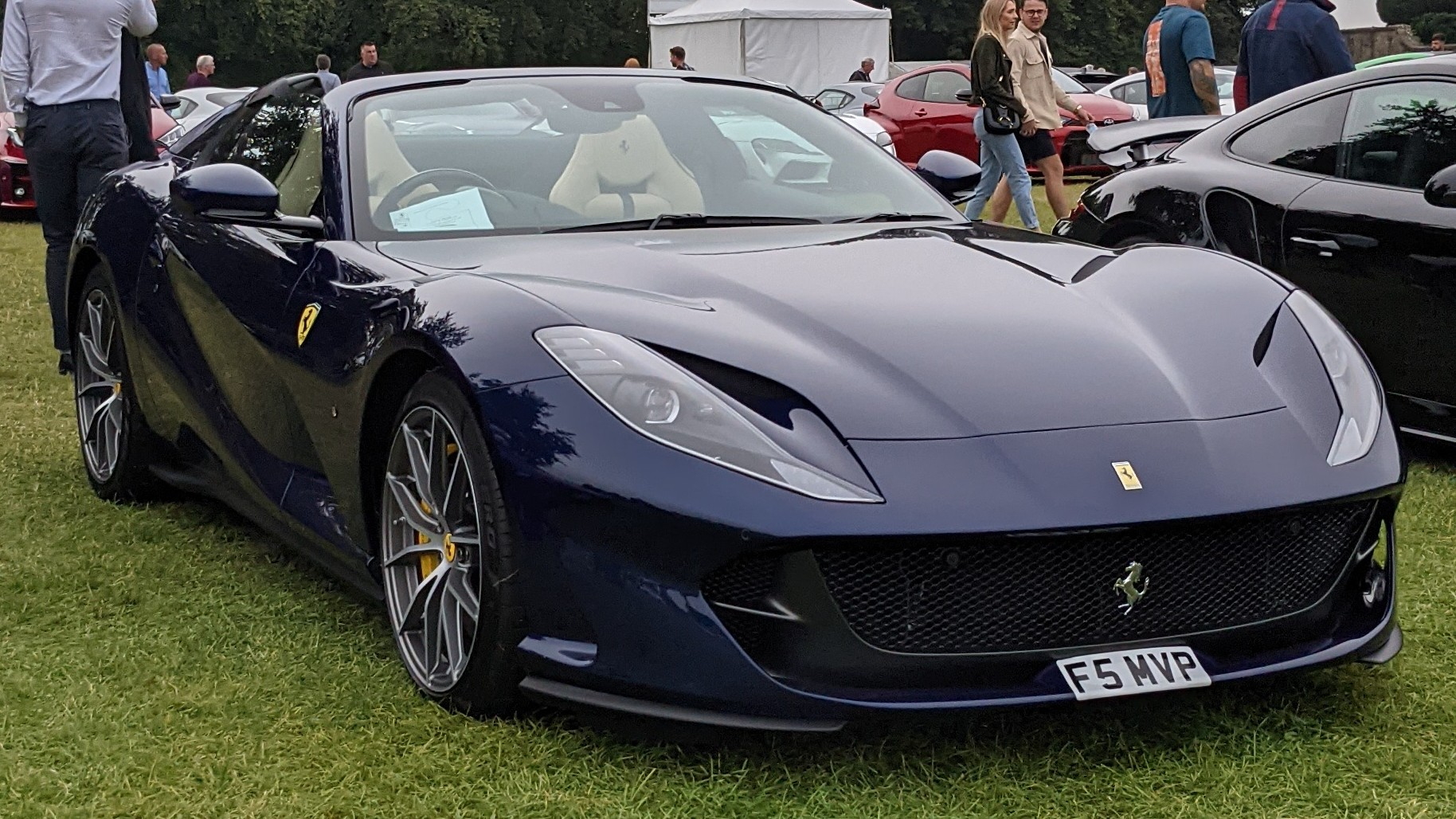
812 GTS előlről